# Kvalomgångarna i Uefa Champions League 2016/2017
Kvalomgångarna i Uefa Champions League 2016/2017 spelades mellan den 28 juni och 24 augusti 2016.

## Kvalomgång 1
| Första kvalomgången – 8 deltagande klubblag | Första kvalomgången – 8 deltagande klubblag | Första kvalomgången – 8 deltagande klubblag | Första kvalomgången – 8 deltagande klubblag | Första kvalomgången – 8 deltagande klubblag |
| ------------------------------------------- | ------------------------------------------- | ------------------------------------------- | ------------------------------------------- | ------------------------------------------- |
| Lag 1                                       | Totalt                                      | Lag 2                                       | Möte 1                                      | Möte 2                                      |
| Flora Tallinn                               | 2–3                                         | Lincoln Red Imps                            | 2–1                                         | 0–2                                         |
| The New Saints                              | 5–1                                         | Tre Penne                                   | 2–1                                         | 3–0                                         |
| Valletta                                    | 00002–2 (BM)                                | B36                                         | 1–0                                         | 1–2                                         |
| Santa Coloma                                | 0–3                                         | Alashkert                                   | 0–0                                         | 0–3                                         |

### Flora Tallinn mot Lincoln Red Imps
|             | 28 juni 2016 | Flora Tallinn                       | 2 – 1           | Lincoln Red Imps     | A. Le Coq Arena                                 |                                                 |
| 19:00 UTC+3 | 19:00 UTC+3  | Rauno Alliku 35′ Rauno Sappinen 49′ | (1 – 0) Rapport | 57′ Joseph Chipolina | Tallinn Publik: 886 Domare: Rob Harvey (Irland) | Tallinn Publik: 886 Domare: Rob Harvey (Irland) |
| 19:00 UTC+3 | 19:00 UTC+3  |                                     |                 |                      | Tallinn Publik: 886 Domare: Rob Harvey (Irland) | Tallinn Publik: 886 Domare: Rob Harvey (Irland) |
| 19:00 UTC+3 | 19:00 UTC+3  |                                     |                 |                      | Tallinn Publik: 886 Domare: Rob Harvey (Irland) | Tallinn Publik: 886 Domare: Rob Harvey (Irland) |

|             | 6 juli 2016 | Lincoln Red Imps                                         | 2 – 0           | Flora Tallinn | Victoria Stadium                                          |                                                           |
| 19:00 UTC+2 | 19:00 UTC+2 | Joseph Chipolina 15′ (str.) Antonio Calderón Vallejo 79′ | (1 – 0) Rapport |               | Gibraltar Publik: 1 020 Domare: Alain Durieux (Luxemburg) | Gibraltar Publik: 1 020 Domare: Alain Durieux (Luxemburg) |
| 19:00 UTC+2 | 19:00 UTC+2 |                                                          |                 |               | Gibraltar Publik: 1 020 Domare: Alain Durieux (Luxemburg) | Gibraltar Publik: 1 020 Domare: Alain Durieux (Luxemburg) |
| 19:00 UTC+2 | 19:00 UTC+2 |                                                          |                 |               | Gibraltar Publik: 1 020 Domare: Alain Durieux (Luxemburg) | Gibraltar Publik: 1 020 Domare: Alain Durieux (Luxemburg) |

Lincoln Red Imps avancerade till andra kvalomgången med det ackumulerade slutresultatet 3–2.

### The New Saints mot Tre Penne
|             | 28 juni 2016 | The New Saints                     | 2 – 1           | Tre Penne              | Park Hall                                                  |                                                            |
| 19:00 UTC+1 | 19:00 UTC+1  | Scott Quigley 13′ Jamie Mullan 40′ | (2 – 1) Rapport | 16′ Stefano Fraternali | Oswestry Publik: 712 Domare: Trustin Farrugia Cann (Malta) | Oswestry Publik: 712 Domare: Trustin Farrugia Cann (Malta) |
| 19:00 UTC+1 | 19:00 UTC+1  |                                    |                 |                        | Oswestry Publik: 712 Domare: Trustin Farrugia Cann (Malta) | Oswestry Publik: 712 Domare: Trustin Farrugia Cann (Malta) |
| 19:00 UTC+1 | 19:00 UTC+1  |                                    |                 |                        | Oswestry Publik: 712 Domare: Trustin Farrugia Cann (Malta) | Oswestry Publik: 712 Domare: Trustin Farrugia Cann (Malta) |

|             | 5 juli 2016 | Tre Penne | 0 – 3           | The New Saints                                      | Stadio Olimpico Serravalle                              |                                                         |
| 20:30 UTC+2 | 20:30 UTC+2 |           | (0 – 1) Rapport | 45′ Scott Quigley 47′ Aeron Edwards 90′ Greg Draper | Serravalle Publik: 743 Domare: Lorenc Jemini (Albanien) | Serravalle Publik: 743 Domare: Lorenc Jemini (Albanien) |
| 20:30 UTC+2 | 20:30 UTC+2 |           |                 |                                                     | Serravalle Publik: 743 Domare: Lorenc Jemini (Albanien) | Serravalle Publik: 743 Domare: Lorenc Jemini (Albanien) |
| 20:30 UTC+2 | 20:30 UTC+2 |           |                 |                                                     | Serravalle Publik: 743 Domare: Lorenc Jemini (Albanien) | Serravalle Publik: 743 Domare: Lorenc Jemini (Albanien) |

The New Saints avancerade till andra kvalomgången med det ackumulerade slutresultatet 5–1.

### Valletta mot B36
|             | 28 juni 2016 | Valletta             | 1 – 0           | B36 | Hibernians Stadium                                   |                                                      |
| 19:00 UTC+2 | 19:00 UTC+2  | Federico Falcone 69′ | (0 – 0) Rapport |     | Paola Publik: 1 151 Domare: Radu Petrescu (Rumänien) | Paola Publik: 1 151 Domare: Radu Petrescu (Rumänien) |
| 19:00 UTC+2 | 19:00 UTC+2  |                      |                 |     | Paola Publik: 1 151 Domare: Radu Petrescu (Rumänien) | Paola Publik: 1 151 Domare: Radu Petrescu (Rumänien) |
| 19:00 UTC+2 | 19:00 UTC+2  |                      |                 |     | Paola Publik: 1 151 Domare: Radu Petrescu (Rumänien) | Paola Publik: 1 151 Domare: Radu Petrescu (Rumänien) |

|             | 5 juli 2016 | B36                                         | 2 – 1           | Valletta             | Gundadalur Stadion                                    |                                                       |
| 18:00 UTC+1 | 18:00 UTC+1 | Hanus Thorleifsson 11′ Hannes Agnarsson 66′ | (1 – 1) Rapport | 24′ Federico Falcone | Torshamn Publik: 850 Domare: Roomer Tarajev (Estland) | Torshamn Publik: 850 Domare: Roomer Tarajev (Estland) |
| 18:00 UTC+1 | 18:00 UTC+1 |                                             |                 |                      | Torshamn Publik: 850 Domare: Roomer Tarajev (Estland) | Torshamn Publik: 850 Domare: Roomer Tarajev (Estland) |
| 18:00 UTC+1 | 18:00 UTC+1 |                                             |                 |                      | Torshamn Publik: 850 Domare: Roomer Tarajev (Estland) | Torshamn Publik: 850 Domare: Roomer Tarajev (Estland) |

Valletta avancerade till andra kvalomgången med det ackumulerade slutresultatet 2–2 genom bortamålsregeln.

### Santa Coloma mot Alashkert
|             | 28 juni 2016 | Santa Coloma | 0 – 0           | Alashkert | Estadi Comunal d'Andorra la Vella                            |                                                              |
| 20:00 UTC+2 | 20:00 UTC+2  |              | (0 – 0) Rapport |           | Andorra la Vella Publik: 600 Domare: Alex Troleis (Färöarna) | Andorra la Vella Publik: 600 Domare: Alex Troleis (Färöarna) |
| 20:00 UTC+2 | 20:00 UTC+2  |              |                 |           | Andorra la Vella Publik: 600 Domare: Alex Troleis (Färöarna) | Andorra la Vella Publik: 600 Domare: Alex Troleis (Färöarna) |
| 20:00 UTC+2 | 20:00 UTC+2  |              |                 |           | Andorra la Vella Publik: 600 Domare: Alex Troleis (Färöarna) | Andorra la Vella Publik: 600 Domare: Alex Troleis (Färöarna) |

|             | 28 juni 2016 | Alashkert                                                     | 3 – 0           | Santa Coloma | Vazgen Sargsian Republikanstadion                         |                                                           |
| 19:00 UTC+4 | 19:00 UTC+4  | Vahagn Minasyan 12′ Norayr Gyozalyan 84′ Artur Yedigaryan 88′ | (1 – 0) Rapport |              | Jerevan Publik: 2 100 Domare: Alexandr Aliyev (Kazakstan) | Jerevan Publik: 2 100 Domare: Alexandr Aliyev (Kazakstan) |
| 19:00 UTC+4 | 19:00 UTC+4  |                                                               |                 |              | Jerevan Publik: 2 100 Domare: Alexandr Aliyev (Kazakstan) | Jerevan Publik: 2 100 Domare: Alexandr Aliyev (Kazakstan) |
| 19:00 UTC+4 | 19:00 UTC+4  |                                                               |                 |              | Jerevan Publik: 2 100 Domare: Alexandr Aliyev (Kazakstan) | Jerevan Publik: 2 100 Domare: Alexandr Aliyev (Kazakstan) |

Alashkert avancerade till andra kvalomgången med det ackumulerade slutresultatet 3–0.

## Kvalomgång 2
| Andra kvalomgången – 34 deltagande klubblag | Andra kvalomgången – 34 deltagande klubblag | Andra kvalomgången – 34 deltagande klubblag | Andra kvalomgången – 34 deltagande klubblag | Andra kvalomgången – 34 deltagande klubblag |
| ------------------------------------------- | ------------------------------------------- | ------------------------------------------- | ------------------------------------------- | ------------------------------------------- |
| Lag 1                                       | Totalt                                      | Lag 2                                       | Möte 1                                      | Möte 2                                      |
| Qarabağ                                     | 2–3                                         | F91 Dudelange                               | 2–0                                         | 1–1                                         |
| Hapoel Be'er Sheva                          | 3–2                                         | Sheriff Tiraspol                            | 3–2                                         | 0–0                                         |
| Olimpija Ljubljana                          | 00006–6 (BM)                                | Trenčín                                     | 3–4                                         | 3–2                                         |
| Red Bull Salzburg                           | 3–0                                         | Liepāja                                     | 1–0                                         | 2–0                                         |
| Vardar                                      | 3–5                                         | Dinamo Zagreb                               | 1–2                                         | 2–3                                         |
| The New Saints                              | 0–3                                         | APOEL                                       | 0–0                                         | 0–3                                         |
| Zrinjski Mostar                             | 1–3                                         | Legia Warszawa                              | 1–1                                         | 0–2                                         |
| Ludogorets Razgrad                          | 5–0                                         | Mladost Podgorica                           | 2–0                                         | 3–0                                         |
| Dinamo Tbilisi                              | 3–1                                         | Alashkert                                   | 2–0                                         | 1–1                                         |
| Žalgiris Vilnius                            | 1–2                                         | Astana                                      | 0–0                                         | 1–2                                         |
| Partizani Tirana                            | 2–2 (3–1 str.)                              | Ferencváros                                 | 1–1                                         | 1–1                                         |
| BATE Borisov                                | 4–2                                         | SJK                                         | 2–0                                         | 2–2                                         |
| Valletta                                    | 2–4                                         | Röda stjärnan                               | 1–2                                         | 1–2                                         |
| Rosenborg BK                                | 5–4                                         | IFK Norrköping                              | 3–1                                         | 2–3                                         |
| Dundalk                                     | 00003–3 (BM)                                | FH                                          | 1–1                                         | 2–2                                         |
| Lincoln Red Imps                            | 1–3                                         | Celtic                                      | 1–0                                         | 0–3                                         |
| Crusaders                                   | 0–9                                         | FC Köpenhamn                                | 0–3                                         | 0–6                                         |

### Qarabağ mot F91 Dudelange
|             | 28 juni 2016 | Qarabağ                                     | 2 – 0           | F91 Dudelange | Tofiq Bahramov-stadion                              |                                                     |
| 21:00 UTC+5 | 21:00 UTC+5  | Richard Almeida de Oliveira 10′ (str.), 27′ | (2 – 0) Rapport |               | Baku Publik: 18 600 Domare: Orel Grinfeeld (Israel) | Baku Publik: 18 600 Domare: Orel Grinfeeld (Israel) |
| 21:00 UTC+5 | 21:00 UTC+5  |                                             |                 |               | Baku Publik: 18 600 Domare: Orel Grinfeeld (Israel) | Baku Publik: 18 600 Domare: Orel Grinfeeld (Israel) |
| 21:00 UTC+5 | 21:00 UTC+5  |                                             |                 |               | Baku Publik: 18 600 Domare: Orel Grinfeeld (Israel) | Baku Publik: 18 600 Domare: Orel Grinfeeld (Israel) |

|             | 20 juli 2016 | F91 Dudelange     | 1 – 1           | Qarabağ                         | Stade Jos Nosbaum                                      |                                                        |
| 18:00 UTC+2 | 18:00 UTC+2  | Momar N'Diaye 71′ | (0 – 0) Rapport | 90+4′ Reynaldo dos Santos Silva | Dudelange Publik: 891 Domare: Kevin Clancy (Skottland) | Dudelange Publik: 891 Domare: Kevin Clancy (Skottland) |
| 18:00 UTC+2 | 18:00 UTC+2  |                   |                 |                                 | Dudelange Publik: 891 Domare: Kevin Clancy (Skottland) | Dudelange Publik: 891 Domare: Kevin Clancy (Skottland) |
| 18:00 UTC+2 | 18:00 UTC+2  |                   |                 |                                 | Dudelange Publik: 891 Domare: Kevin Clancy (Skottland) | Dudelange Publik: 891 Domare: Kevin Clancy (Skottland) |

Qarabağ avancerade till tredje kvalomgången med det ackumulerade slutresultatet 3–1.

### Hapoel Be'er Sheva mot Sheriff Tiraspol
|             | 12 juli 2016 | Hapoel Be'er Sheva                                            | 3 – 2           | Sheriff Tiraspol                     | Turner Stadium                                                       |                                                                      |
| 20:50 UTC+3 | 20:50 UTC+3  | John Ogu 43′ Elyaniv Barda 52′ (str.) Maharan Radi 90′ (str.) | (1 – 1) Rapport | 22′ Josip Ivančić 64′ Josip Brezovec | Be'er Sheva Publik: 15 939 Domare: Carlos del Cerro Grande (Spanien) | Be'er Sheva Publik: 15 939 Domare: Carlos del Cerro Grande (Spanien) |
| 20:50 UTC+3 | 20:50 UTC+3  |                                                               |                 |                                      | Be'er Sheva Publik: 15 939 Domare: Carlos del Cerro Grande (Spanien) | Be'er Sheva Publik: 15 939 Domare: Carlos del Cerro Grande (Spanien) |
| 20:50 UTC+3 | 20:50 UTC+3  |                                                               |                 |                                      | Be'er Sheva Publik: 15 939 Domare: Carlos del Cerro Grande (Spanien) | Be'er Sheva Publik: 15 939 Domare: Carlos del Cerro Grande (Spanien) |

|             | 19 juli 2016 | Sheriff Tiraspol | 0 – 0           | Hapoel Be'er Sheva | Sheriff Stadium                                         |                                                         |
| 20:00 UTC+3 | 20:00 UTC+3  |                  | (0 – 0) Rapport |                    | Tiraspol Publik: 8 184 Domare: Daniel Stefański (Polen) | Tiraspol Publik: 8 184 Domare: Daniel Stefański (Polen) |
| 20:00 UTC+3 | 20:00 UTC+3  |                  |                 |                    | Tiraspol Publik: 8 184 Domare: Daniel Stefański (Polen) | Tiraspol Publik: 8 184 Domare: Daniel Stefański (Polen) |
| 20:00 UTC+3 | 20:00 UTC+3  |                  |                 |                    | Tiraspol Publik: 8 184 Domare: Daniel Stefański (Polen) | Tiraspol Publik: 8 184 Domare: Daniel Stefański (Polen) |

Hapoel Be'er Sheva avancerade till tredje kvalomgången med det ackumulerade slutresultatet 3–2.

### Olimpija Ljubljana mot Trenčín
|             | 13 juli 2016 | Olimpija Ljubljana                                   | 3 – 4           | Trenčín                                                              | Stadion Stožice                                         |                                                         |
| 20:30 UTC+2 | 20:30 UTC+2  | Etien Velikonja 34′ Miha Zajc 43′ Blessing Eleke 89′ | (2 – 4) Rapport | 4′ James Lawrence 6′ Samuel Kalu 20′ Rangelo Janga 32′ Jakub Holúbek | Ljubljana Publik: 5 950 Domare: Ali Palabıyık (Turkiet) | Ljubljana Publik: 5 950 Domare: Ali Palabıyık (Turkiet) |
| 20:30 UTC+2 | 20:30 UTC+2  |                                                      |                 |                                                                      | Ljubljana Publik: 5 950 Domare: Ali Palabıyık (Turkiet) | Ljubljana Publik: 5 950 Domare: Ali Palabıyık (Turkiet) |
| 20:30 UTC+2 | 20:30 UTC+2  |                                                      |                 |                                                                      | Ljubljana Publik: 5 950 Domare: Ali Palabıyık (Turkiet) | Ljubljana Publik: 5 950 Domare: Ali Palabıyık (Turkiet) |

|             | 20 juli 2016 | Trenčín                          | 2 – 3           | Olimpija Ljubljana                                   | Štadión pod Dubňom                                  |                                                     |
| 20:15 UTC+2 | 20:15 UTC+2  | Rangelo Janga 13′ Matúš Bero 20′ | (2 – 2) Rapport | 41′ Dejan Kelhar 45′ Blessing Eleke 79′ Denis Klinar | Žilina Publik: 3 750 Domare: João Capela (Portugal) | Žilina Publik: 3 750 Domare: João Capela (Portugal) |
| 20:15 UTC+2 | 20:15 UTC+2  |                                  |                 |                                                      | Žilina Publik: 3 750 Domare: João Capela (Portugal) | Žilina Publik: 3 750 Domare: João Capela (Portugal) |
| 20:15 UTC+2 | 20:15 UTC+2  |                                  |                 |                                                      | Žilina Publik: 3 750 Domare: João Capela (Portugal) | Žilina Publik: 3 750 Domare: João Capela (Portugal) |

Trenčín avancerade till tredje kvalomgången med det ackumulerade slutresultatet 6–6 genom bortamålsregeln.

### Red Bull Salzburg mot Liepāja
|             | 12 juli 2016 | Red Bull Salzburg    | 1 – 0           | Liepāja | Red Bull Arena                                        |                                                       |
| 20:30 UTC+2 | 20:30 UTC+2  | Jonathan Soriano 83′ | (0 – 0) Rapport |         | Salzburg Publik: 6 917 Domare: Enea Jorgji (Albanien) | Salzburg Publik: 6 917 Domare: Enea Jorgji (Albanien) |
| 20:30 UTC+2 | 20:30 UTC+2  |                      |                 |         | Salzburg Publik: 6 917 Domare: Enea Jorgji (Albanien) | Salzburg Publik: 6 917 Domare: Enea Jorgji (Albanien) |
| 20:30 UTC+2 | 20:30 UTC+2  |                      |                 |         | Salzburg Publik: 6 917 Domare: Enea Jorgji (Albanien) | Salzburg Publik: 6 917 Domare: Enea Jorgji (Albanien) |

|             | 19 juli 2016 | Liepāja | 0 – 2           | Red Bull Salzburg              | Daugavas stadions                                       |                                                         |
| 19:00 UTC+3 | 19:00 UTC+3  |         | (0 – 1) Rapport | 35′ Valon Berisha 65′ Bernardo | Liepāja Publik: 3 633 Domare: Jonathan Lardot (Belgien) | Liepāja Publik: 3 633 Domare: Jonathan Lardot (Belgien) |
| 19:00 UTC+3 | 19:00 UTC+3  |         |                 |                                | Liepāja Publik: 3 633 Domare: Jonathan Lardot (Belgien) | Liepāja Publik: 3 633 Domare: Jonathan Lardot (Belgien) |
| 19:00 UTC+3 | 19:00 UTC+3  |         |                 |                                | Liepāja Publik: 3 633 Domare: Jonathan Lardot (Belgien) | Liepāja Publik: 3 633 Domare: Jonathan Lardot (Belgien) |

Red Bull Salzburg avancerade till tredje kvalomgången med det ackumulerade slutresultatet 3–0.

### Vardar mot Dinamo Zagreb
|             | 12 juli 2016 | Vardar                      | 1 – 2           | Dinamo Zagreb                               | Philip II Arena                                      |                                                      |
| 20:45 UTC+2 | 20:45 UTC+2  | Hovhannes Hambardzumyan 54′ | (0 – 2) Rapport | 21′ (sjm.) Nemanja Mijušković 30′ Marko Rog | Skopje Publik: 17 000 Domare: Bobby Madley (England) | Skopje Publik: 17 000 Domare: Bobby Madley (England) |
| 20:45 UTC+2 | 20:45 UTC+2  |                             |                 |                                             | Skopje Publik: 17 000 Domare: Bobby Madley (England) | Skopje Publik: 17 000 Domare: Bobby Madley (England) |
| 20:45 UTC+2 | 20:45 UTC+2  |                             |                 |                                             | Skopje Publik: 17 000 Domare: Bobby Madley (England) | Skopje Publik: 17 000 Domare: Bobby Madley (England) |

|             | 20 juli 2016 | Dinamo Zagreb                                        | 3 – 2           | Vardar                   | Maksimirstadion                                        |                                                        |
| 19:00 UTC+2 | 19:00 UTC+2  | Marko Pjaca 55′ (str.), 70′ (str.) Paulo Machado 79′ | (0 – 0) Rapport | 39′, 63′ Darko Velkovski | Zagreb Publik: 10 142 Domare: Sergey Ivanov (Ryssland) | Zagreb Publik: 10 142 Domare: Sergey Ivanov (Ryssland) |
| 19:00 UTC+2 | 19:00 UTC+2  |                                                      |                 |                          | Zagreb Publik: 10 142 Domare: Sergey Ivanov (Ryssland) | Zagreb Publik: 10 142 Domare: Sergey Ivanov (Ryssland) |
| 19:00 UTC+2 | 19:00 UTC+2  |                                                      |                 |                          | Zagreb Publik: 10 142 Domare: Sergey Ivanov (Ryssland) | Zagreb Publik: 10 142 Domare: Sergey Ivanov (Ryssland) |

Dinamo Zagreb avancerade till tredje kvalomgången med det ackumulerade slutresultatet 5–3.

### The New Saints mot APOEL
|             | 12 juli 2016 | The New Saints | 0 – 0           | APOEL | Park Hall                                             |                                                       |
| 19:00 UTC+1 | 19:00 UTC+1  |                | (0 – 0) Rapport |       | Oswestry Publik: 1 056 Domare: Hugo Miguel (Portugal) | Oswestry Publik: 1 056 Domare: Hugo Miguel (Portugal) |
| 19:00 UTC+1 | 19:00 UTC+1  |                |                 |       | Oswestry Publik: 1 056 Domare: Hugo Miguel (Portugal) | Oswestry Publik: 1 056 Domare: Hugo Miguel (Portugal) |
| 19:00 UTC+1 | 19:00 UTC+1  |                |                 |       | Oswestry Publik: 1 056 Domare: Hugo Miguel (Portugal) | Oswestry Publik: 1 056 Domare: Hugo Miguel (Portugal) |

|             | 19 juli 2016 | APOEL                                                                       | 3 – 0           | The New Saints | GSP Stadium                                                  |                                                              |
| 20:00 UTC+3 | 20:00 UTC+3  | Nektarios Alexandrou 54′ Pieros Sotiriou 73′ Tomás De Vincenti 90+5′ (str.) | (0 – 0) Rapport |                | Nicosia Publik: 10 548 Domare: Nikola Dabanović (Montenegro) | Nicosia Publik: 10 548 Domare: Nikola Dabanović (Montenegro) |
| 20:00 UTC+3 | 20:00 UTC+3  |                                                                             |                 |                | Nicosia Publik: 10 548 Domare: Nikola Dabanović (Montenegro) | Nicosia Publik: 10 548 Domare: Nikola Dabanović (Montenegro) |
| 20:00 UTC+3 | 20:00 UTC+3  |                                                                             |                 |                | Nicosia Publik: 10 548 Domare: Nikola Dabanović (Montenegro) | Nicosia Publik: 10 548 Domare: Nikola Dabanović (Montenegro) |

APOEL avancerade till tredje kvalomgången med det ackumulerade slutresultatet 3–0.

### Zrinjski Mostar mot Legia Warszawa
|             | 12 juli 2016 | Zrinjski Mostar    | 1 – 1           | Legia Warszawa      | Bijeli Brijeg-stadion                                    |                                                          |
| 18:30 UTC+2 | 18:30 UTC+2  | Matija Katanec 57′ | (0 – 0) Rapport | 49′ Nemanja Nikolić | Mostar Publik: 5 000 Domare: Carlos Clos Gómez (Spanien) | Mostar Publik: 5 000 Domare: Carlos Clos Gómez (Spanien) |
| 18:30 UTC+2 | 18:30 UTC+2  |                    |                 |                     | Mostar Publik: 5 000 Domare: Carlos Clos Gómez (Spanien) | Mostar Publik: 5 000 Domare: Carlos Clos Gómez (Spanien) |
| 18:30 UTC+2 | 18:30 UTC+2  |                    |                 |                     | Mostar Publik: 5 000 Domare: Carlos Clos Gómez (Spanien) | Mostar Publik: 5 000 Domare: Carlos Clos Gómez (Spanien) |

|             | 19 juli 2016 | Legia Warszawa                  | 2 – 0           | Zrinjski Mostar | Stadion Wojska Polskiego w Warszawie                          |                                                               |
| 20:45 UTC+2 | 20:45 UTC+2  | Nemanja Nikolić 28′ (str.), 62′ | (1 – 0) Rapport |                 | Warszawa Publik: 12 784 Domare: Nicolas Rainville (Frankrike) | Warszawa Publik: 12 784 Domare: Nicolas Rainville (Frankrike) |
| 20:45 UTC+2 | 20:45 UTC+2  |                                 |                 |                 | Warszawa Publik: 12 784 Domare: Nicolas Rainville (Frankrike) | Warszawa Publik: 12 784 Domare: Nicolas Rainville (Frankrike) |
| 20:45 UTC+2 | 20:45 UTC+2  |                                 |                 |                 | Warszawa Publik: 12 784 Domare: Nicolas Rainville (Frankrike) | Warszawa Publik: 12 784 Domare: Nicolas Rainville (Frankrike) |

Legia Warszawa avancerade till tredje kvalomgången med det ackumulerade slutresultatet 3–1.

### Ludogorets Razgrad mot Mladost Podgorica
|             | 13 juli 2016 | Ludogorets Razgrad                     | 2 – 0           | Mladost Podgorica | Ludogorets Arena                                          |                                                           |
| 19:30 UTC+3 | 19:30 UTC+3  | Cosmin Moți 13′ (str.) Jody Lukoki 26′ | (2 – 0) Rapport |                   | Razgrad Publik: 6 000 Domare: Sergey Lapochkin (Ryssland) | Razgrad Publik: 6 000 Domare: Sergey Lapochkin (Ryssland) |
| 19:30 UTC+3 | 19:30 UTC+3  |                                        |                 |                   | Razgrad Publik: 6 000 Domare: Sergey Lapochkin (Ryssland) | Razgrad Publik: 6 000 Domare: Sergey Lapochkin (Ryssland) |
| 19:30 UTC+3 | 19:30 UTC+3  |                                        |                 |                   | Razgrad Publik: 6 000 Domare: Sergey Lapochkin (Ryssland) | Razgrad Publik: 6 000 Domare: Sergey Lapochkin (Ryssland) |

|             | 19 juli 2016 | Mladost Podgorica | 0 – 3           | Ludogorets Razgrad                                  | Stadion Pod Goricom                                            |                                                                |
| 20:45 UTC+2 | 20:45 UTC+2  |                   | (0 – 1) Rapport | 39′, 64′ Jody Lukoki 48′ Wanderson Cristaldo Farias | Podgorica Publik: 4 300 Domare: Pol van Boekel (Nederländerna) | Podgorica Publik: 4 300 Domare: Pol van Boekel (Nederländerna) |
| 20:45 UTC+2 | 20:45 UTC+2  |                   |                 |                                                     | Podgorica Publik: 4 300 Domare: Pol van Boekel (Nederländerna) | Podgorica Publik: 4 300 Domare: Pol van Boekel (Nederländerna) |
| 20:45 UTC+2 | 20:45 UTC+2  |                   |                 |                                                     | Podgorica Publik: 4 300 Domare: Pol van Boekel (Nederländerna) | Podgorica Publik: 4 300 Domare: Pol van Boekel (Nederländerna) |

Ludogorets Razgrad avancerade till tredje kvalomgången med det ackumulerade slutresultatet 5–0.

### Dinamo Tbilisi mot Alashkert
|             | 12 juli 2016 | Dinamo Tbilisi                                   | 2 – 0           | Alashkert | Boris Paitjadze-stadion                                      |                                                              |
| 21:00 UTC+4 | 21:00 UTC+4  | Otar Kiteishvili 55′ Giorgi Kvilitaia 69′ (str.) | (0 – 0) Rapport |           | Tbilisi Publik: 11 769 Domare: Sebastian Colțescu (Rumänien) | Tbilisi Publik: 11 769 Domare: Sebastian Colțescu (Rumänien) |
| 21:00 UTC+4 | 21:00 UTC+4  |                                                  |                 |           | Tbilisi Publik: 11 769 Domare: Sebastian Colțescu (Rumänien) | Tbilisi Publik: 11 769 Domare: Sebastian Colțescu (Rumänien) |
| 21:00 UTC+4 | 21:00 UTC+4  |                                                  |                 |           | Tbilisi Publik: 11 769 Domare: Sebastian Colțescu (Rumänien) | Tbilisi Publik: 11 769 Domare: Sebastian Colțescu (Rumänien) |

|             | 12 juli 2016 | Alashkert            | 1 – 1           | Dinamo Tbilisi    | Vazgen Sargsian Republikanstadion                         |                                                           |
| 19:00 UTC+4 | 19:00 UTC+4  | Norayr Gyozalyan 51′ | (0 – 1) Rapport | 21′ Jaba Jighauri | Jerevan Publik: 4 600 Domare: Mohammed Al-Hakim (Sverige) | Jerevan Publik: 4 600 Domare: Mohammed Al-Hakim (Sverige) |
| 19:00 UTC+4 | 19:00 UTC+4  |                      |                 |                   | Jerevan Publik: 4 600 Domare: Mohammed Al-Hakim (Sverige) | Jerevan Publik: 4 600 Domare: Mohammed Al-Hakim (Sverige) |
| 19:00 UTC+4 | 19:00 UTC+4  |                      |                 |                   | Jerevan Publik: 4 600 Domare: Mohammed Al-Hakim (Sverige) | Jerevan Publik: 4 600 Domare: Mohammed Al-Hakim (Sverige) |

Dinamo Tbilisi avancerade till tredje kvalomgången med det ackumulerade slutresultatet 3–1.

### Žalgiris Vilnius mot Astana
|             | 12 juli 2016 | Žalgiris Vilnius | 0 – 0           | Astana | LFF Stadium                                            |                                                        |
| 20:15 UTC+3 | 20:15 UTC+3  |                  | (0 – 0) Rapport |        | Vilnius Publik: 4 100 Domare: Vlado Glođović (Serbien) | Vilnius Publik: 4 100 Domare: Vlado Glođović (Serbien) |
| 20:15 UTC+3 | 20:15 UTC+3  |                  |                 |        | Vilnius Publik: 4 100 Domare: Vlado Glođović (Serbien) | Vilnius Publik: 4 100 Domare: Vlado Glođović (Serbien) |
| 20:15 UTC+3 | 20:15 UTC+3  |                  |                 |        | Vilnius Publik: 4 100 Domare: Vlado Glođović (Serbien) | Vilnius Publik: 4 100 Domare: Vlado Glođović (Serbien) |

|             | 20 juli 2016 | Astana                  | 2 – 1           | Žalgiris Vilnius             | Astana Arena                                           |                                                        |
| 20:00 UTC+6 | 20:00 UTC+6  | Marin Aničić 31′, 90+2′ | (1 – 0) Rapport | 57′ Elivelton Ribeiro Dantas | Astana Publik: 18 449 Domare: Sandro Schäfer (Schweiz) | Astana Publik: 18 449 Domare: Sandro Schäfer (Schweiz) |
| 20:00 UTC+6 | 20:00 UTC+6  |                         |                 |                              | Astana Publik: 18 449 Domare: Sandro Schäfer (Schweiz) | Astana Publik: 18 449 Domare: Sandro Schäfer (Schweiz) |
| 20:00 UTC+6 | 20:00 UTC+6  |                         |                 |                              | Astana Publik: 18 449 Domare: Sandro Schäfer (Schweiz) | Astana Publik: 18 449 Domare: Sandro Schäfer (Schweiz) |

Astana avancerade till tredje kvalomgången med det ackumulerade slutresultatet 2–1.

### Partizani Tirana mot Ferencváros
|             | 12 juli 2016 | Partizani Tirana | 1 – 1           | Ferencváros     | Elbasan Arena                                           |                                                         |
| 20:00 UTC+2 | 20:00 UTC+2  | Realdo Fili 47′  | (0 – 0) Rapport | 71′ Dániel Böde | Elbasan Publik: 1 700 Domare: Benoît Millot (Frankrike) | Elbasan Publik: 1 700 Domare: Benoît Millot (Frankrike) |
| 20:00 UTC+2 | 20:00 UTC+2  |                  |                 |                 | Elbasan Publik: 1 700 Domare: Benoît Millot (Frankrike) | Elbasan Publik: 1 700 Domare: Benoît Millot (Frankrike) |
| 20:00 UTC+2 | 20:00 UTC+2  |                  |                 |                 | Elbasan Publik: 1 700 Domare: Benoît Millot (Frankrike) | Elbasan Publik: 1 700 Domare: Benoît Millot (Frankrike) |

|             | 20 juli 2016 | Ferencváros                                                | 0000 1 – 1 (e.fl.)         | Partizani Tirana                                     | Groupama Arena                                         |                                                        |
| 19:30 UTC+2 | 19:30 UTC+2  | Zoltán Gera 14′ (str.)                                     | (1 – 1) Rapport            | 40′ (sjm.) Oliver Hüsing                             | Budapest Publik: 8 752 Domare: Kristo Tohver (Estland) | Budapest Publik: 8 752 Domare: Kristo Tohver (Estland) |
| 19:30 UTC+2 | 19:30 UTC+2  |                                                            |                            |                                                      | Budapest Publik: 8 752 Domare: Kristo Tohver (Estland) | Budapest Publik: 8 752 Domare: Kristo Tohver (Estland) |
| 19:30 UTC+2 | 19:30 UTC+2  | Zoltán Gera Stanislav Šesták Dominik Nagy Cristian Ramírez | Straffsparksläggning 1 – 3 | Alban Hoxha Emiljano Vila Lorenc Trashi Caleb Ekuban | Budapest Publik: 8 752 Domare: Kristo Tohver (Estland) | Budapest Publik: 8 752 Domare: Kristo Tohver (Estland) |

Partizani Tirana avancerade till tredje kvalomgången efter straffsparksläggning.

### BATE Borisov mot SJK
|             | 12 juli 2016 | BATE Borisov                          | 2 – 0           | SJK | Borisov Arena                                             |                                                           |
| 21:00 UTC+3 | 21:00 UTC+3  | Yury Kendysh 32′ Vital Radzivonaŭ 68′ | (1 – 0) Rapport |     | Borisov Publik: 9 247 Domare: Andris Treimanis (Lettland) | Borisov Publik: 9 247 Domare: Andris Treimanis (Lettland) |
| 21:00 UTC+3 | 21:00 UTC+3  |                                       |                 |     | Borisov Publik: 9 247 Domare: Andris Treimanis (Lettland) | Borisov Publik: 9 247 Domare: Andris Treimanis (Lettland) |
| 21:00 UTC+3 | 21:00 UTC+3  |                                       |                 |     | Borisov Publik: 9 247 Domare: Andris Treimanis (Lettland) | Borisov Publik: 9 247 Domare: Andris Treimanis (Lettland) |

|             | 19 juli 2016 | SJK                                | 2 – 2           | BATE Borisov                             | Omasp Stadion                                              |                                                            |
| 20:00 UTC+3 | 20:00 UTC+3  | Ariel Ngueukam 44′ Roope Riski 61′ | (1 – 2) Rapport | 15′ Alyaksandr Karnitsky 29′ Alexei Rios | Seinäjoki Publik: 5 817 Domare: Bastian Dankert (Tyskland) | Seinäjoki Publik: 5 817 Domare: Bastian Dankert (Tyskland) |
| 20:00 UTC+3 | 20:00 UTC+3  |                                    |                 |                                          | Seinäjoki Publik: 5 817 Domare: Bastian Dankert (Tyskland) | Seinäjoki Publik: 5 817 Domare: Bastian Dankert (Tyskland) |
| 20:00 UTC+3 | 20:00 UTC+3  |                                    |                 |                                          | Seinäjoki Publik: 5 817 Domare: Bastian Dankert (Tyskland) | Seinäjoki Publik: 5 817 Domare: Bastian Dankert (Tyskland) |

BATE Borisov avancerade till tredje kvalomgången med det ackumulerade slutresultatet 4–2.

### Valletta mot Röda stjärnan
|             | 12 juli 2016 | Valletta             | 1 – 2           | Röda stjärnan                            | Hibernians Stadium                                       |                                                          |
| 20:00 UTC+2 | 20:00 UTC+2  | Federico Falcone 15′ | (1 – 0) Rapport | 66′ Aleksandar Katai 75′ Predrag Sikimić | Paola Publik: 1 098 Domare: Alexander Harkam (Österrike) | Paola Publik: 1 098 Domare: Alexander Harkam (Österrike) |
| 20:00 UTC+2 | 20:00 UTC+2  |                      |                 |                                          | Paola Publik: 1 098 Domare: Alexander Harkam (Österrike) | Paola Publik: 1 098 Domare: Alexander Harkam (Österrike) |
| 20:00 UTC+2 | 20:00 UTC+2  |                      |                 |                                          | Paola Publik: 1 098 Domare: Alexander Harkam (Österrike) | Paola Publik: 1 098 Domare: Alexander Harkam (Österrike) |

|             | 19 juli 2016 | Röda stjärnan                            | 2 – 1           | Valletta             | Stadion Rajko Mitić                                |                                                    |
| 20:30 UTC+2 | 20:30 UTC+2  | Mitchell Donald 30′ Aleksandar Katai 76′ | (1 – 1) Rapport | 11′ Jonathan Caruana | Belgrad Publik: 31 112 Domare: Tore Hansen (Norge) | Belgrad Publik: 31 112 Domare: Tore Hansen (Norge) |
| 20:30 UTC+2 | 20:30 UTC+2  |                                          |                 |                      | Belgrad Publik: 31 112 Domare: Tore Hansen (Norge) | Belgrad Publik: 31 112 Domare: Tore Hansen (Norge) |
| 20:30 UTC+2 | 20:30 UTC+2  |                                          |                 |                      | Belgrad Publik: 31 112 Domare: Tore Hansen (Norge) | Belgrad Publik: 31 112 Domare: Tore Hansen (Norge) |

Röda stjärnan avancerade till tredje kvalomgången med det ackumulerade slutresultatet 4–2.

### Rosenborg BK mot IFK Norrköping
|             | 13 juli 2016 | Rosenborg BK                                                            | 3 – 1           | IFK Norrköping          | Lerkendal Stadion                                       |                                                         |
| 19:15 UTC+2 | 19:15 UTC+2  | Hólmar Örn Eyjólfsson 48′ Pål André Helland 62′ Yann-Erik de Lanlay 65′ | (0 – 0) Rapport | 70′ Sebastian Andersson | Trondheim Publik: 11 595 Domare: Davide Massa (Italien) | Trondheim Publik: 11 595 Domare: Davide Massa (Italien) |
| 19:15 UTC+2 | 19:15 UTC+2  |                                                                         |                 |                         | Trondheim Publik: 11 595 Domare: Davide Massa (Italien) | Trondheim Publik: 11 595 Domare: Davide Massa (Italien) |
| 19:15 UTC+2 | 19:15 UTC+2  |                                                                         |                 |                         | Trondheim Publik: 11 595 Domare: Davide Massa (Italien) | Trondheim Publik: 11 595 Domare: Davide Massa (Italien) |

|             | 20 juli 2016 | IFK Norrköping                                     | 3 – 2           | Rosenborg BK                                         | Nya Parken                                               |                                                          |
| 19:15 UTC+2 | 19:15 UTC+2  | Sebastian Andersson 57′, 77′ Christoffer Nyman 59′ | (0 – 1) Rapport | 36′ (str.) Christian Gytkjær 55′ Yann-Erik de Lanlay | Norrköping Publik: 10 372 Domare: Craig Pawson (England) | Norrköping Publik: 10 372 Domare: Craig Pawson (England) |
| 19:15 UTC+2 | 19:15 UTC+2  |                                                    |                 |                                                      | Norrköping Publik: 10 372 Domare: Craig Pawson (England) | Norrköping Publik: 10 372 Domare: Craig Pawson (England) |
| 19:15 UTC+2 | 19:15 UTC+2  |                                                    |                 |                                                      | Norrköping Publik: 10 372 Domare: Craig Pawson (England) | Norrköping Publik: 10 372 Domare: Craig Pawson (England) |

Rosenborg BK avancerade till tredje kvalomgången med det ackumulerade slutresultatet 5–4.

### Dundalk mot FH
|             | 13 juli 2016 | Dundalk            | 1 – 1           | FH                | Oriel Park                                             |                                                        |
| 19:45 UTC+1 | 19:45 UTC+1  | David McMillan 66′ | (0 – 0) Rapport | 77′ Steven Lennon | Dundalk Publik: 3 111 Domare: Nikola Popov (Bulgarien) | Dundalk Publik: 3 111 Domare: Nikola Popov (Bulgarien) |
| 19:45 UTC+1 | 19:45 UTC+1  |                    |                 |                   | Dundalk Publik: 3 111 Domare: Nikola Popov (Bulgarien) | Dundalk Publik: 3 111 Domare: Nikola Popov (Bulgarien) |
| 19:45 UTC+1 | 19:45 UTC+1  |                    |                 |                   | Dundalk Publik: 3 111 Domare: Nikola Popov (Bulgarien) | Dundalk Publik: 3 111 Domare: Nikola Popov (Bulgarien) |

|             | 20 juli 2016 | FH                                            | 2 – 2           | Dundalk                 | Kaplakriki                                                 |                                                            |
| 19:15 UTC±0 | 19:15 UTC±0  | Sam Hewson 19′ Kristján Flóki Finnbogason 78′ | (1 – 0) Rapport | 52′, 62′ David McMillan | Hafnarfjörður Publik: 1 850 Domare: Paolo Valeri (Italien) | Hafnarfjörður Publik: 1 850 Domare: Paolo Valeri (Italien) |
| 19:15 UTC±0 | 19:15 UTC±0  |                                               |                 |                         | Hafnarfjörður Publik: 1 850 Domare: Paolo Valeri (Italien) | Hafnarfjörður Publik: 1 850 Domare: Paolo Valeri (Italien) |
| 19:15 UTC±0 | 19:15 UTC±0  |                                               |                 |                         | Hafnarfjörður Publik: 1 850 Domare: Paolo Valeri (Italien) | Hafnarfjörður Publik: 1 850 Domare: Paolo Valeri (Italien) |

Dundalk avancerade till tredje kvalomgången med det ackumulerade slutresultatet 3–3 genom bortamålsregeln.

### Lincoln Red Imps mot Celtic
|             | 12 juli 2016 | Lincoln Red Imps | 1 – 0           | Celtic | Victoria Stadium                                         |                                                          |
| 20:00 UTC+2 | 20:00 UTC+2  | Lee Casciaro 48′ | (0 – 0) Rapport |        | Gibraltar Publik: 1 632 Domare: Andreas Ekberg (Sverige) | Gibraltar Publik: 1 632 Domare: Andreas Ekberg (Sverige) |
| 20:00 UTC+2 | 20:00 UTC+2  |                  |                 |        | Gibraltar Publik: 1 632 Domare: Andreas Ekberg (Sverige) | Gibraltar Publik: 1 632 Domare: Andreas Ekberg (Sverige) |
| 20:00 UTC+2 | 20:00 UTC+2  |                  |                 |        | Gibraltar Publik: 1 632 Domare: Andreas Ekberg (Sverige) | Gibraltar Publik: 1 632 Domare: Andreas Ekberg (Sverige) |

|             | 20 juli 2016 | Celtic                                                    | 3 – 0           | Lincoln Red Imps | Celtic Park                                               |                                                           |
| 19:45 UTC+1 | 19:45 UTC+1  | Mikael Lustig 23′ Leigh Griffiths 25′ Patrick Roberts 29′ | (3 – 0) Rapport |                  | Glasgow Publik: 55 632 Domare: Bartosz Frankowski (Polen) | Glasgow Publik: 55 632 Domare: Bartosz Frankowski (Polen) |
| 19:45 UTC+1 | 19:45 UTC+1  |                                                           |                 |                  | Glasgow Publik: 55 632 Domare: Bartosz Frankowski (Polen) | Glasgow Publik: 55 632 Domare: Bartosz Frankowski (Polen) |
| 19:45 UTC+1 | 19:45 UTC+1  |                                                           |                 |                  | Glasgow Publik: 55 632 Domare: Bartosz Frankowski (Polen) | Glasgow Publik: 55 632 Domare: Bartosz Frankowski (Polen) |

Celtic avancerade till tredje kvalomgången med det ackumulerade slutresultatet 3–1.

### Crusaders mot FC Köpenhamn
|             | 13 juli 2016 | Crusaders | 0 – 3           | FC Köpenhamn                                                | Seaview                                                  |                                                          |
| 19:00 UTC+1 | 19:00 UTC+1  |           | (0 – 2) Rapport | 6′ Federico Santander 40′ Andreas Cornelius 53′ Rasmus Falk | Belfast Publik: 2 069 Domare: Stephan Klossner (Schweiz) | Belfast Publik: 2 069 Domare: Stephan Klossner (Schweiz) |
| 19:00 UTC+1 | 19:00 UTC+1  |           |                 |                                                             | Belfast Publik: 2 069 Domare: Stephan Klossner (Schweiz) | Belfast Publik: 2 069 Domare: Stephan Klossner (Schweiz) |
| 19:00 UTC+1 | 19:00 UTC+1  |           |                 |                                                             | Belfast Publik: 2 069 Domare: Stephan Klossner (Schweiz) | Belfast Publik: 2 069 Domare: Stephan Klossner (Schweiz) |

|             | 19 juli 2016 | FC Köpenhamn                                                                                                | 6 – 0           | Crusaders | Parken                                                                |                                                                       |
| 19:15 UTC+2 | 19:15 UTC+2  | Andrija Pavlović 15′ Andrew Mitchell 45+1′ (sjm.) Andreas Cornelius 48′, 76′ Rasmus Falk 58′ Ján Greguš 68′ | (2 – 0) Rapport |           | Köpenhamn Publik: 6 924 Domare: Ante Vučemilović-Šimunović (Kroatien) | Köpenhamn Publik: 6 924 Domare: Ante Vučemilović-Šimunović (Kroatien) |
| 19:15 UTC+2 | 19:15 UTC+2  | |                 |           | Köpenhamn Publik: 6 924 Domare: Ante Vučemilović-Šimunović (Kroatien) | Köpenhamn Publik: 6 924 Domare: Ante Vučemilović-Šimunović (Kroatien) |
| 19:15 UTC+2 | 19:15 UTC+2  | |                 |           | Köpenhamn Publik: 6 924 Domare: Ante Vučemilović-Šimunović (Kroatien) | Köpenhamn Publik: 6 924 Domare: Ante Vučemilović-Šimunović (Kroatien) |

FC Köpenhamn avancerade till tredje kvalomgången med det ackumulerade slutresultatet 9–0.

## Kvalomgång 3
| Tredje kvalomgången – Mästare | Tredje kvalomgången – Mästare | Tredje kvalomgången – Mästare | Tredje kvalomgången – Mästare | Tredje kvalomgången – Mästare |
| ----------------------------- | ----------------------------- | ----------------------------- | ----------------------------- | ----------------------------- |
| Lag 1                         | Totalt                        | Lag 2                         | Möte 1                        | Möte 2                        |
| Rosenborg BK                  | 2–4                           | APOEL                         | 2–1                           | 0–3                           |
| Dinamo Zagreb                 | 3–0                           | Dinamo Tbilisi                | 2–0                           | 1–0                           |
| Olympiakos                    | 0–1                           | Hapoel Be'er Sheva            | 0–0                           | 0–1                           |
| Astana                        | 2–3                           | Celtic                        | 1–1                           | 1–2                           |
| Trenčín                       | 0–1                           | Legia Warszawa                | 0–1                           | 0–0                           |
| Viktoria Plzeň                | 00001–1 (BM)                  | Qarabağ                       | 0–0                           | 1–1                           |
| Astra Giurgiu                 | 1–4                           | FC Köpenhamn                  | 1–1                           | 0–3                           |
| BATE Borisov                  | 5–0                           | Dundalk                       | 1–0                           | 0–3                           |
| Ludogorets Razgrad            | 6–4                           | Röda stjärnan                 | 2–2                           | 4–2                           |
| Partizani Tirana              | 0–3                           | Red Bull Salzburg             | 0–1                           | 0–2                           |

| Tredje kvalomgången – Bäst placerade | Tredje kvalomgången – Bäst placerade | Tredje kvalomgången – Bäst placerade | Tredje kvalomgången – Bäst placerade | Tredje kvalomgången – Bäst placerade |
| ------------------------------------ | ------------------------------------ | ------------------------------------ | ------------------------------------ | ------------------------------------ |
| Lag 1                                | Totalt                               | Lag 2                                | Möte 1                               | Möte 2                               |
| Ajax                                 | 3–2                                  | PAOK                                 | 1–1                                  | 2–1                                  |
| Sparta Prag                          | 1–3                                  | Steaua București                     | 1–1                                  | 0–2                                  |
| Sjachtar Donetsk                     | 2–2 (2–4 str.)                       | Young Boys                           | 2–0                                  | 0–2 (e.f.)                           |
| Rostov                               | 4–2                                  | Anderlecht                           | 2–2                                  | 2–0                                  |
| Fenerbahçe                           | 3–4                                  | AS Monaco                            | 2–1                                  | 1–3                                  |

### Mästare

#### Rosenborg BK mot APOEL
|             | 27 juli 2016 | Rosenborg BK                                | 2 – 1           | APOEL              | Lerkendal Stadion                                          |                                                            |
| 19:15 UTC+2 | 19:15 UTC+2  | Christian Gytkjær 23′ Jørgen Skjelvik 45+1′ | (2 – 0) Rapport | 67′ Georgios Efrem | Trondheim Publik: 13 281 Domare: Slavko Vinčić (Slovenien) | Trondheim Publik: 13 281 Domare: Slavko Vinčić (Slovenien) |
| 19:15 UTC+2 | 19:15 UTC+2  |                                             |                 |                    | Trondheim Publik: 13 281 Domare: Slavko Vinčić (Slovenien) | Trondheim Publik: 13 281 Domare: Slavko Vinčić (Slovenien) |
| 19:15 UTC+2 | 19:15 UTC+2  |                                             |                 |                    | Trondheim Publik: 13 281 Domare: Slavko Vinčić (Slovenien) | Trondheim Publik: 13 281 Domare: Slavko Vinčić (Slovenien) |

|             | 2 augusti 2016 | APOEL                                                                           | 3 – 0           | Rosenborg BK | GSP Stadium                                             |                                                         |
| 20:00 UTC+3 | 20:00 UTC+3    | Giannis Gianniotas 90+1′ Vander Sacramento Vieira 90+6′ Tomás De Vincenti 90+9′ | (0 – 0) Rapport |              | Nicosia Publik: 15 559 Domare: Paweł Raczkowski (Polen) | Nicosia Publik: 15 559 Domare: Paweł Raczkowski (Polen) |
| 20:00 UTC+3 | 20:00 UTC+3    |                                                                                 |                 |              | Nicosia Publik: 15 559 Domare: Paweł Raczkowski (Polen) | Nicosia Publik: 15 559 Domare: Paweł Raczkowski (Polen) |
| 20:00 UTC+3 | 20:00 UTC+3    |                                                                                 |                 |              | Nicosia Publik: 15 559 Domare: Paweł Raczkowski (Polen) | Nicosia Publik: 15 559 Domare: Paweł Raczkowski (Polen) |

APOEL avancerade till playoff-omgången med det ackumulerade slutresultatet 4–2.

#### Dinamo Zagreb mot Dinamo Tbilisi
|             | 26 juli 2016 | Dinamo Zagreb                              | 2 – 0           | Dinamo Tbilisi | Maksimirstadion                                        |                                                        |
| 20:45 UTC+2 | 20:45 UTC+2  | El Arabi Hillel Soudani 39′ Ante Ćorić 42′ | (2 – 0) Rapport |                | Zagreb Publik: 10 258 Domare: Bobby Madden (Skottland) | Zagreb Publik: 10 258 Domare: Bobby Madden (Skottland) |
| 20:45 UTC+2 | 20:45 UTC+2  |                                            |                 |                | Zagreb Publik: 10 258 Domare: Bobby Madden (Skottland) | Zagreb Publik: 10 258 Domare: Bobby Madden (Skottland) |
| 20:45 UTC+2 | 20:45 UTC+2  |                                            |                 |                | Zagreb Publik: 10 258 Domare: Bobby Madden (Skottland) | Zagreb Publik: 10 258 Domare: Bobby Madden (Skottland) |

|             | 2 augusti 2016 | Dinamo Tbilisi | 0 – 1           | Dinamo Zagreb | Boris Paitjadze-stadion                                    |                                                            |
| 21:00 UTC+4 | 21:00 UTC+4    |                | (0 – 1) Rapport | 8′ Marko Rog  | Tbilisi Publik: 21 510 Domare: Miroslav Zelinka (Tjeckien) | Tbilisi Publik: 21 510 Domare: Miroslav Zelinka (Tjeckien) |
| 21:00 UTC+4 | 21:00 UTC+4    |                |                 |               | Tbilisi Publik: 21 510 Domare: Miroslav Zelinka (Tjeckien) | Tbilisi Publik: 21 510 Domare: Miroslav Zelinka (Tjeckien) |
| 21:00 UTC+4 | 21:00 UTC+4    |                |                 |               | Tbilisi Publik: 21 510 Domare: Miroslav Zelinka (Tjeckien) | Tbilisi Publik: 21 510 Domare: Miroslav Zelinka (Tjeckien) |

Dinamo Zagreb avancerade till playoff-omgången med det ackumulerade slutresultatet 3–0.

#### Olympiakos mot Hapoel Be'er Sheva
|             | 27 juli 2016 | Olympiakos | 0 – 0           | Hapoel Be'er Sheva | Karaiskakis-stadion                                  |                                                      |
| 21:45 UTC+3 | 21:45 UTC+3  |            | (0 – 0) Rapport |                    | Pireus Publik: 20 531 Domare: Jorge Sousa (Portugal) | Pireus Publik: 20 531 Domare: Jorge Sousa (Portugal) |
| 21:45 UTC+3 | 21:45 UTC+3  |            |                 |                    | Pireus Publik: 20 531 Domare: Jorge Sousa (Portugal) | Pireus Publik: 20 531 Domare: Jorge Sousa (Portugal) |
| 21:45 UTC+3 | 21:45 UTC+3  |            |                 |                    | Pireus Publik: 20 531 Domare: Jorge Sousa (Portugal) | Pireus Publik: 20 531 Domare: Jorge Sousa (Portugal) |

|             | 3 augusti 2016 | Hapoel Be'er Sheva | 1 – 0           | Olympiakos | Turner Stadium                                                |                                                               |
| 21:00 UTC+3 | 21:00 UTC+3    | Shir Tzedek 79′    | (0 – 0) Rapport |            | Be'er Sheva Publik: 15 500 Domare: Benoît Bastien (Frankrike) | Be'er Sheva Publik: 15 500 Domare: Benoît Bastien (Frankrike) |
| 21:00 UTC+3 | 21:00 UTC+3    |                    |                 |            | Be'er Sheva Publik: 15 500 Domare: Benoît Bastien (Frankrike) | Be'er Sheva Publik: 15 500 Domare: Benoît Bastien (Frankrike) |
| 21:00 UTC+3 | 21:00 UTC+3    |                    |                 |            | Be'er Sheva Publik: 15 500 Domare: Benoît Bastien (Frankrike) | Be'er Sheva Publik: 15 500 Domare: Benoît Bastien (Frankrike) |

Hapoel Be'er Sheva avancerade till playoff-omgången med det ackumulerade slutresultatet 1–0.

#### Astana mot Celtic
|             | 27 juli 2016 | Astana               | 1 – 1           | Celtic              | Astana Arena                                            |                                                         |
| 20:00 UTC+6 | 20:00 UTC+6  | Yuriy Logvinenko 19′ | (1 – 0) Rapport | 78′ Leigh Griffiths | Astana Publik: 29 000 Domare: Paolo Mazzoleni (Italien) | Astana Publik: 29 000 Domare: Paolo Mazzoleni (Italien) |
| 20:00 UTC+6 | 20:00 UTC+6  |                      |                 |                     | Astana Publik: 29 000 Domare: Paolo Mazzoleni (Italien) | Astana Publik: 29 000 Domare: Paolo Mazzoleni (Italien) |
| 20:00 UTC+6 | 20:00 UTC+6  |                      |                 |                     | Astana Publik: 29 000 Domare: Paolo Mazzoleni (Italien) | Astana Publik: 29 000 Domare: Paolo Mazzoleni (Italien) |

|             | 3 augusti 2016 | Celtic                                                   | 2 – 1           | Astana           | Celtic Park                                             |                                                         |
| 19:45 UTC+1 | 19:45 UTC+1    | Leigh Griffiths 45+2′ (str.) Moussa Dembélé 90+2′ (str.) | (1 – 0) Rapport | 62′ Agim Ibraimi | Glasgow Publik: 52 952 Domare: István Kovács (Rumänien) | Glasgow Publik: 52 952 Domare: István Kovács (Rumänien) |
| 19:45 UTC+1 | 19:45 UTC+1    |                                                          |                 |                  | Glasgow Publik: 52 952 Domare: István Kovács (Rumänien) | Glasgow Publik: 52 952 Domare: István Kovács (Rumänien) |
| 19:45 UTC+1 | 19:45 UTC+1    |                                                          |                 |                  | Glasgow Publik: 52 952 Domare: István Kovács (Rumänien) | Glasgow Publik: 52 952 Domare: István Kovács (Rumänien) |

Celtic avancerade till playoff-omgången med det ackumulerade slutresultatet 3–2.

#### Trenčín mot Legia Warszawa
|             | 27 juli 2016 | Trenčín | 0 – 1           | Legia Warszawa      | Štadión pod Dubňom                                      |                                                         |
| 20:30 UTC+2 | 20:30 UTC+2  |         | (0 – 0) Rapport | 69′ Nemanja Nikolić | Žilina Publik: 5 866 Domare: Aleksei Kulbakov (Belarus) | Žilina Publik: 5 866 Domare: Aleksei Kulbakov (Belarus) |
| 20:30 UTC+2 | 20:30 UTC+2  |         |                 |                     | Žilina Publik: 5 866 Domare: Aleksei Kulbakov (Belarus) | Žilina Publik: 5 866 Domare: Aleksei Kulbakov (Belarus) |
| 20:30 UTC+2 | 20:30 UTC+2  |         |                 |                     | Žilina Publik: 5 866 Domare: Aleksei Kulbakov (Belarus) | Žilina Publik: 5 866 Domare: Aleksei Kulbakov (Belarus) |

|             | 3 augusti 2016 | Legia Warszawa | 0 – 0           | Trenčín | Stadion Wojska Polskiego w Warszawie                            |                                                                 |
| 20:45 UTC+2 | 20:45 UTC+2    |                | (0 – 0) Rapport |         | Warszawa Publik: 21 850 Domare: Vladislav Bezborodov (Ryssland) | Warszawa Publik: 21 850 Domare: Vladislav Bezborodov (Ryssland) |
| 20:45 UTC+2 | 20:45 UTC+2    |                |                 |         | Warszawa Publik: 21 850 Domare: Vladislav Bezborodov (Ryssland) | Warszawa Publik: 21 850 Domare: Vladislav Bezborodov (Ryssland) |
| 20:45 UTC+2 | 20:45 UTC+2    |                |                 |         | Warszawa Publik: 21 850 Domare: Vladislav Bezborodov (Ryssland) | Warszawa Publik: 21 850 Domare: Vladislav Bezborodov (Ryssland) |

Legia Warszawa avancerade till playoff-omgången med det ackumulerade slutresultatet 1–0.

#### Viktoria Plzeň mot Qarabağ
|             | 26 juli 2016 | Viktoria Plzeň | 0 – 0           | Qarabağ | Doosan Arena                                                 |                                                              |
| 20:15 UTC+2 | 20:15 UTC+2  |                | (0 – 0) Rapport |         | Plzeň Publik: 10 269 Domare: Aleksandar Stavrev (Makedonien) | Plzeň Publik: 10 269 Domare: Aleksandar Stavrev (Makedonien) |
| 20:15 UTC+2 | 20:15 UTC+2  |                |                 |         | Plzeň Publik: 10 269 Domare: Aleksandar Stavrev (Makedonien) | Plzeň Publik: 10 269 Domare: Aleksandar Stavrev (Makedonien) |
| 20:15 UTC+2 | 20:15 UTC+2  |                |                 |         | Plzeň Publik: 10 269 Domare: Aleksandar Stavrev (Makedonien) | Plzeň Publik: 10 269 Domare: Aleksandar Stavrev (Makedonien) |

|             | 2 augusti 2016 | Qarabağ           | 1 – 1           | Viktoria Plzeň      | Tofiq Bahramov-stadion                              |                                                     |
| 20:30 UTC+4 | 20:30 UTC+4    | Muarem Muarem 28′ | (1 – 0) Rapport | 85′ Michal Krmenčík | Baku Publik: 30 792 Domare: Hüseyin Göçek (Turkiet) | Baku Publik: 30 792 Domare: Hüseyin Göçek (Turkiet) |
| 20:30 UTC+4 | 20:30 UTC+4    |                   |                 |                     | Baku Publik: 30 792 Domare: Hüseyin Göçek (Turkiet) | Baku Publik: 30 792 Domare: Hüseyin Göçek (Turkiet) |
| 20:30 UTC+4 | 20:30 UTC+4    |                   |                 |                     | Baku Publik: 30 792 Domare: Hüseyin Göçek (Turkiet) | Baku Publik: 30 792 Domare: Hüseyin Göçek (Turkiet) |

Viktoria Plzeň avancerade till playoff-omgången med det ackumulerade slutresultatet 1–1 genom bortamålsregeln.

#### Astra Giurgiu mot FC Köpenhamn
|             | 27 juli 2016 | Astra Giurgiu      | 1 – 1           | FC Köpenhamn       | Stadionul Marin Anastasovici                      |                                                   |
| 20:30 UTC+3 | 20:30 UTC+3  | Filipe Teixeira 7′ | (1 – 0) Rapport | 64′ Thomas Delaney | Giurgiu Publik: 2 381 Domare: István Vad (Ungern) | Giurgiu Publik: 2 381 Domare: István Vad (Ungern) |
| 20:30 UTC+3 | 20:30 UTC+3  |                    |                 |                    | Giurgiu Publik: 2 381 Domare: István Vad (Ungern) | Giurgiu Publik: 2 381 Domare: István Vad (Ungern) |
| 20:30 UTC+3 | 20:30 UTC+3  |                    |                 |                    | Giurgiu Publik: 2 381 Domare: István Vad (Ungern) | Giurgiu Publik: 2 381 Domare: István Vad (Ungern) |

|             | 3 augusti 2016 | FC Köpenhamn                                        | 3 – 0           | Astra Giurgiu | Parken                                                |                                                       |
| 19:45 UTC+2 | 19:45 UTC+2    | Andreas Cornelius 14′, 45+1′ Federico Santander 34′ | (3 – 0) Rapport |               | Köpenhamn Publik: 16 853 Domare: Liran Liany (Israel) | Köpenhamn Publik: 16 853 Domare: Liran Liany (Israel) |
| 19:45 UTC+2 | 19:45 UTC+2    |                                                     |                 |               | Köpenhamn Publik: 16 853 Domare: Liran Liany (Israel) | Köpenhamn Publik: 16 853 Domare: Liran Liany (Israel) |
| 19:45 UTC+2 | 19:45 UTC+2    |                                                     |                 |               | Köpenhamn Publik: 16 853 Domare: Liran Liany (Israel) | Köpenhamn Publik: 16 853 Domare: Liran Liany (Israel) |

FC Köpenhamn avancerade till playoff-omgången med det ackumulerade slutresultatet 4–1.

#### BATE Borisov mot Dundalk
|             | 26 juli 2016 | BATE Borisov           | 1 – 0           | Dundalk | Borisov Arena                                             |                                                           |
| 21:00 UTC+3 | 21:00 UTC+3  | Mikhail Gordeichuk 70′ | (0 – 0) Rapport |         | Borisov Publik: 11 321 Domare: Yevhen Aranovsky (Ukraina) | Borisov Publik: 11 321 Domare: Yevhen Aranovsky (Ukraina) |
| 21:00 UTC+3 | 21:00 UTC+3  |                        |                 |         | Borisov Publik: 11 321 Domare: Yevhen Aranovsky (Ukraina) | Borisov Publik: 11 321 Domare: Yevhen Aranovsky (Ukraina) |
| 21:00 UTC+3 | 21:00 UTC+3  |                        |                 |         | Borisov Publik: 11 321 Domare: Yevhen Aranovsky (Ukraina) | Borisov Publik: 11 321 Domare: Yevhen Aranovsky (Ukraina) |

|             | 2 augusti 2016 | Dundalk                                   | 3 – 0           | BATE Borisov | Tallaght Stadium                                    |                                                     |
| 20:00 UTC+1 | 20:00 UTC+1    | David McMillan 44′, 59′ Robbie Benson 90′ | (1 – 0) Rapport |              | Dublin Publik: 4 645 Domare: Jakob Kehlet (Danmark) | Dublin Publik: 4 645 Domare: Jakob Kehlet (Danmark) |
| 20:00 UTC+1 | 20:00 UTC+1    |                                           |                 |              | Dublin Publik: 4 645 Domare: Jakob Kehlet (Danmark) | Dublin Publik: 4 645 Domare: Jakob Kehlet (Danmark) |
| 20:00 UTC+1 | 20:00 UTC+1    |                                           |                 |              | Dublin Publik: 4 645 Domare: Jakob Kehlet (Danmark) | Dublin Publik: 4 645 Domare: Jakob Kehlet (Danmark) |

Dundalk avancerade till playoff-omgången med det ackumulerade slutresultatet 3–1.

#### Ludogorets Razgrad mot Röda stjärnan
|             | 26 juli 2016 | Ludogorets Razgrad                   | 2 – 2           | Röda stjärnan                         | Ludogorets Arena                                             |                                                              |
| 21:00 UTC+3 | 21:00 UTC+3  | Jonathan Cafu 43′ Claudiu Keșerü 76′ | (1 – 0) Rapport | 48′ Aleksandar Katai 66′ Guélor Kanga | Razgrad Publik: 7 759 Domare: Martin Strömbergsson (Sverige) | Razgrad Publik: 7 759 Domare: Martin Strömbergsson (Sverige) |
| 21:00 UTC+3 | 21:00 UTC+3  |                                      |                 |                                       | Razgrad Publik: 7 759 Domare: Martin Strömbergsson (Sverige) | Razgrad Publik: 7 759 Domare: Martin Strömbergsson (Sverige) |
| 21:00 UTC+3 | 21:00 UTC+3  |                                      |                 |                                       | Razgrad Publik: 7 759 Domare: Martin Strömbergsson (Sverige) | Razgrad Publik: 7 759 Domare: Martin Strömbergsson (Sverige) |

|             | 2 augusti 2016 | Röda stjärnan                              | 0000 2 – 4 (e.fl.) | Ludogorets Razgrad                                         | Stadion Rajko Mitić                                 |                                                     |
| 20:30 UTC+2 | 20:30 UTC+2    | Mitchell Donald 17′ Luis Ibáñez 62′ (str.) | (1 – 2) Rapport    | 24′ Jonathan Cafu 40′, 92′, 97′ Wanderson Cristaldo Farias | Belgrad Publik: 50 223 Domare: Luca Banti (Italien) | Belgrad Publik: 50 223 Domare: Luca Banti (Italien) |
| 20:30 UTC+2 | 20:30 UTC+2    |                                            |                    |                                                            | Belgrad Publik: 50 223 Domare: Luca Banti (Italien) | Belgrad Publik: 50 223 Domare: Luca Banti (Italien) |
| 20:30 UTC+2 | 20:30 UTC+2    |                                            |                    |                                                            | Belgrad Publik: 50 223 Domare: Luca Banti (Italien) | Belgrad Publik: 50 223 Domare: Luca Banti (Italien) |

Ludogorets Razgrad avancerade till playoff-omgången med det ackumulerade slutresultatet 6–4.

#### Partizani Tirana mot Red Bull Salzburg
|             | 26 juli 2016 | Partizani Tirana | 0 – 1           | Red Bull Salzburg           | Elbasan Arena                                          |                                                        |
| 20:15 UTC+2 | 20:15 UTC+2  |                  | (0 – 0) Rapport | 70′ (str.) Jonathan Soriano | Elbasan Publik: 4 000 Domare: Michael Oliver (England) | Elbasan Publik: 4 000 Domare: Michael Oliver (England) |
| 20:15 UTC+2 | 20:15 UTC+2  |                  |                 |                             | Elbasan Publik: 4 000 Domare: Michael Oliver (England) | Elbasan Publik: 4 000 Domare: Michael Oliver (England) |
| 20:15 UTC+2 | 20:15 UTC+2  |                  |                 |                             | Elbasan Publik: 4 000 Domare: Michael Oliver (England) | Elbasan Publik: 4 000 Domare: Michael Oliver (England) |

|             | 3 augusti 2016 | Red Bull Salzburg                                      | 2 – 0           | Partizani Tirana | Red Bull Arena                                           |                                                          |
| 20:00 UTC+2 | 20:00 UTC+2    | Jonathan Soriano 76′ Wanderson Maciel Sousa Campos 81′ | (0 – 0) Rapport |                  | Salzburg Publik: 7 853 Domare: Ivan Kružliak (Slovakien) | Salzburg Publik: 7 853 Domare: Ivan Kružliak (Slovakien) |
| 20:00 UTC+2 | 20:00 UTC+2    |                                                        |                 |                  | Salzburg Publik: 7 853 Domare: Ivan Kružliak (Slovakien) | Salzburg Publik: 7 853 Domare: Ivan Kružliak (Slovakien) |
| 20:00 UTC+2 | 20:00 UTC+2    |                                                        |                 |                  | Salzburg Publik: 7 853 Domare: Ivan Kružliak (Slovakien) | Salzburg Publik: 7 853 Domare: Ivan Kružliak (Slovakien) |

Red Bull Salzburg avancerade till playoff-omgången med det ackumulerade slutresultatet 3–0.

### Bäst placerade

#### Ajax mot PAOK
|             | 26 juli 2016 | Ajax               | 1 – 1           | PAOK              | Amsterdam Arena                                                     |                                                                     |
| 20:45 UTC+2 | 20:45 UTC+2  | Kasper Dolberg 58′ | (0 – 1) Rapport | 27′ Djalma Campos | Amsterdam Publik: 45 640 Domare: Xavier Estrada Fernández (Spanien) | Amsterdam Publik: 45 640 Domare: Xavier Estrada Fernández (Spanien) |
| 20:45 UTC+2 | 20:45 UTC+2  |                    |                 |                   | Amsterdam Publik: 45 640 Domare: Xavier Estrada Fernández (Spanien) | Amsterdam Publik: 45 640 Domare: Xavier Estrada Fernández (Spanien) |
| 20:45 UTC+2 | 20:45 UTC+2  |                    |                 |                   | Amsterdam Publik: 45 640 Domare: Xavier Estrada Fernández (Spanien) | Amsterdam Publik: 45 640 Domare: Xavier Estrada Fernández (Spanien) |

|             | 3 augusti 2016 | PAOK                     | 1 – 2           | Ajax                            | Toumba Stadium                                               |                                                              |
| 21:30 UTC+3 | 21:30 UTC+3    | Stefanos Athanasiadis 4′ | (1 – 1) Rapport | 45+1′ (str.), 88′ Davy Klaassen | Thessaloniki Publik: 24 930 Domare: Anthony Taylor (England) | Thessaloniki Publik: 24 930 Domare: Anthony Taylor (England) |
| 21:30 UTC+3 | 21:30 UTC+3    |                          |                 |                                 | Thessaloniki Publik: 24 930 Domare: Anthony Taylor (England) | Thessaloniki Publik: 24 930 Domare: Anthony Taylor (England) |
| 21:30 UTC+3 | 21:30 UTC+3    |                          |                 |                                 | Thessaloniki Publik: 24 930 Domare: Anthony Taylor (England) | Thessaloniki Publik: 24 930 Domare: Anthony Taylor (England) |

Ajax avancerade till playoff-omgången med det ackumulerade slutresultatet 3–2.

#### Sparta Prag mot Steaua București
|             | 26 juli 2016 | Sparta Prag     | 1 – 1           | Steaua București    | Generali Arena                                        |                                                       |
| 20:00 UTC+2 | 20:00 UTC+2  | Josef Šural 35′ | (1 – 0) Rapport | 75′ Nicolae Stanciu | Prag Publik: 13 257 Domare: Daniel Siebert (Tyskland) | Prag Publik: 13 257 Domare: Daniel Siebert (Tyskland) |
| 20:00 UTC+2 | 20:00 UTC+2  |                 |                 |                     | Prag Publik: 13 257 Domare: Daniel Siebert (Tyskland) | Prag Publik: 13 257 Domare: Daniel Siebert (Tyskland) |
| 20:00 UTC+2 | 20:00 UTC+2  |                 |                 |                     | Prag Publik: 13 257 Domare: Daniel Siebert (Tyskland) | Prag Publik: 13 257 Domare: Daniel Siebert (Tyskland) |

|             | 3 augusti 2016 | Steaua București         | 2 – 0           | Sparta Prag | Arena Națională                                                |                                                                |
| 20:45 UTC+3 | 20:45 UTC+3    | Nicolae Stanciu 31′, 63′ | (1 – 0) Rapport |             | Bukarest Publik: 37 127 Domare: Danny Makkelie (Nederländerna) | Bukarest Publik: 37 127 Domare: Danny Makkelie (Nederländerna) |
| 20:45 UTC+3 | 20:45 UTC+3    |                          |                 |             | Bukarest Publik: 37 127 Domare: Danny Makkelie (Nederländerna) | Bukarest Publik: 37 127 Domare: Danny Makkelie (Nederländerna) |
| 20:45 UTC+3 | 20:45 UTC+3    |                          |                 |             | Bukarest Publik: 37 127 Domare: Danny Makkelie (Nederländerna) | Bukarest Publik: 37 127 Domare: Danny Makkelie (Nederländerna) |

Steaua București avancerade till playoff-omgången med det ackumulerade slutresultatet 3–1.

#### Sjachtar Donetsk mot Young Boys
|             | 26 juli 2016 | Sjachtar Donetsk                                        | 2 – 0           | Young Boys | Arena Lviv                                                  |                                                             |
| 21:45 UTC+3 | 21:45 UTC+3  | Bernard Anício Caldeira Duarte 27′ Yevhen Seleznyov 75′ | (1 – 0) Rapport |            | Lviv Publik: 7 477 Domare: Serdar Gözübüyük (Nederländerna) | Lviv Publik: 7 477 Domare: Serdar Gözübüyük (Nederländerna) |
| 21:45 UTC+3 | 21:45 UTC+3  |                                                         |                 |            | Lviv Publik: 7 477 Domare: Serdar Gözübüyük (Nederländerna) | Lviv Publik: 7 477 Domare: Serdar Gözübüyük (Nederländerna) |
| 21:45 UTC+3 | 21:45 UTC+3  |                                                         |                 |            | Lviv Publik: 7 477 Domare: Serdar Gözübüyük (Nederländerna) | Lviv Publik: 7 477 Domare: Serdar Gözübüyük (Nederländerna) |

|             | 3 augusti 2016 | Young Boys                                                              | 0000 2 – 0 (e.fl.)         | Sjachtar Donetsk                                                 | Stade de Suisse                                     |                                                     |
| 20:15 UTC+2 | 20:15 UTC+2    | Yuya Kubo 54′, 60′                                                      | (0 – 0) Rapport            |                                                                  | Bern Publik: 9 365 Domare: Ruddy Buquet (Frankrike) | Bern Publik: 9 365 Domare: Ruddy Buquet (Frankrike) |
| 20:15 UTC+2 | 20:15 UTC+2    |                                                                         |                            |                                                                  | Bern Publik: 9 365 Domare: Ruddy Buquet (Frankrike) | Bern Publik: 9 365 Domare: Ruddy Buquet (Frankrike) |
| 20:15 UTC+2 | 20:15 UTC+2    | Guillaume Hoarau Yuya Kubo Florent Hadergjonaj Alain Rochat Milan Gajić | Straffsparksläggning 4 – 2 | Darijo Srna Frederico Rodrigues Santos Jaroslav Rakytskyj Marlos | Bern Publik: 9 365 Domare: Ruddy Buquet (Frankrike) | Bern Publik: 9 365 Domare: Ruddy Buquet (Frankrike) |

Young Boys avancerade till playoff-omgången efter straffsparksläggning.

#### Rostov mot Anderlecht
|             | 26 juli 2016 | Rostov                                      | 2 – 2           | Anderlecht                           | Olimp-2                                                   |                                                           |
| 21:30 UTC+3 | 21:30 UTC+3  | Saeid Ezatolahi 16′ Dmitry Poloz 60′ (str.) | (1 – 1) Rapport | 3′ Sofiane Hanni 52′ Youri Tielemans | Rostov-on-Don Publik: 14 770 Domare: Luca Banti (Italien) | Rostov-on-Don Publik: 14 770 Domare: Luca Banti (Italien) |
| 21:30 UTC+3 | 21:30 UTC+3  |                                             |                 |                                      | Rostov-on-Don Publik: 14 770 Domare: Luca Banti (Italien) | Rostov-on-Don Publik: 14 770 Domare: Luca Banti (Italien) |
| 21:30 UTC+3 | 21:30 UTC+3  |                                             |                 |                                      | Rostov-on-Don Publik: 14 770 Domare: Luca Banti (Italien) | Rostov-on-Don Publik: 14 770 Domare: Luca Banti (Italien) |

|             | 3 augusti 2016 | Anderlecht | 0 – 2           | Rostov                                | Constant Vanden Stock-stadion                           |                                                         |
| 20:45 UTC+2 | 20:45 UTC+2    |            | (0 – 1) Rapport | 28′ Christian Noboa 47′ Sardar Azmoun | Anderlecht Publik: 19 464 Domare: Matej Jug (Slovenien) | Anderlecht Publik: 19 464 Domare: Matej Jug (Slovenien) |
| 20:45 UTC+2 | 20:45 UTC+2    |            |                 |                                       | Anderlecht Publik: 19 464 Domare: Matej Jug (Slovenien) | Anderlecht Publik: 19 464 Domare: Matej Jug (Slovenien) |
| 20:45 UTC+2 | 20:45 UTC+2    |            |                 |                                       | Anderlecht Publik: 19 464 Domare: Matej Jug (Slovenien) | Anderlecht Publik: 19 464 Domare: Matej Jug (Slovenien) |

Rostov avancerade till playoff-omgången med det ackumulerade slutresultatet 4–2.

#### Fenerbahçe mot AS Monaco
|             | 26 juli 2016 | Fenerbahçe                | 2 – 1           | AS Monaco          | Şükrü Saracoğlu Stadium                                     |                                                             |
| 21:30 UTC+3 | 21:30 UTC+3  | Emmanuel Emenike 39′, 61′ | (1 – 1) Rapport | 42′ Radamel Falcao | Istanbul Publik: 12 223 Domare: Jesús Gil Manzano (Spanien) | Istanbul Publik: 12 223 Domare: Jesús Gil Manzano (Spanien) |
| 21:30 UTC+3 | 21:30 UTC+3  |                           |                 |                    | Istanbul Publik: 12 223 Domare: Jesús Gil Manzano (Spanien) | Istanbul Publik: 12 223 Domare: Jesús Gil Manzano (Spanien) |
| 21:30 UTC+3 | 21:30 UTC+3  |                           |                 |                    | Istanbul Publik: 12 223 Domare: Jesús Gil Manzano (Spanien) | Istanbul Publik: 12 223 Domare: Jesús Gil Manzano (Spanien) |

|             | 3 augusti 2016 | AS Monaco                                        | 3 – 1           | Fenerbahçe           | Stade Louis II                                                 |                                                                |
| 20:45 UTC+2 | 20:45 UTC+2    | Valère Germain 2′, 65′ Radamel Falcao 18′ (str.) | (2 – 0) Rapport | 53′ Emmanuel Emenike | Fontvieille Publik: 8 403 Domare: Artur Soares Dias (Portugal) | Fontvieille Publik: 8 403 Domare: Artur Soares Dias (Portugal) |
| 20:45 UTC+2 | 20:45 UTC+2    |                                                  |                 |                      | Fontvieille Publik: 8 403 Domare: Artur Soares Dias (Portugal) | Fontvieille Publik: 8 403 Domare: Artur Soares Dias (Portugal) |
| 20:45 UTC+2 | 20:45 UTC+2    |                                                  |                 |                      | Fontvieille Publik: 8 403 Domare: Artur Soares Dias (Portugal) | Fontvieille Publik: 8 403 Domare: Artur Soares Dias (Portugal) |

AS Monaco avancerade till playoff-omgången med det ackumulerade slutresultatet 4–3.

## Playoff-omgång
| Playoff-omgången – Mästare | Playoff-omgången – Mästare | Playoff-omgången – Mästare | Playoff-omgången – Mästare | Playoff-omgången – Mästare |
| -------------------------- | -------------------------- | -------------------------- | -------------------------- | -------------------------- |
| Lag 1                      | Totalt                     | Lag 2                      | Möte 1                     | Möte 2                     |
| Ludogorets Razgrad         | 4–2                        | Viktoria Plzeň             | 2–0                        | 2–2                        |
| Celtic                     | 5–4                        | Hapoel Be'er Sheva         | 5–2                        | 0–2                        |
| FC Köpenhamn               | 2–1                        | APOEL                      | 1–0                        | 1–1                        |
| Dundalk                    | 1–3                        | Legia Warszawa             | 0–2                        | 1–1                        |
| Dinamo Zagreb              | 3–2                        | Red Bull Salzburg          | 1–1                        | 2–1                        |

| Playoff-omgången – Bäst placerade | Playoff-omgången – Bäst placerade | Playoff-omgången – Bäst placerade | Playoff-omgången – Bäst placerade | Playoff-omgången – Bäst placerade |
| --------------------------------- | --------------------------------- | --------------------------------- | --------------------------------- | --------------------------------- |
| Lag 1                             | Totalt                            | Lag 2                             | Möte 1                            | Möte 2                            |
| Steaua București                  | 0–6                               | Manchester City                   | 0–5                               | 0–1                               |
| Porto                             | 4–1                               | Roma                              | 1–1                               | 3–0                               |
| Ajax                              | 2–5                               | Rostov                            | 1–1                               | 1–4                               |
| Young Boys                        | 2–9                               | Borussia Mönchengladbach          | 1–3                               | 1–6                               |
| Villareal                         | 1–3                               | AS Monaco                         | 1–2                               | 0–1                               |

### Mästare

#### Ludogorets Razgrad mot Viktoria Plzeň
|             | 17 augusti 2016 | Ludogorets Razgrad                         | 2 – 0           | Viktoria Plzeň | Nationalstadion Vasil Levski                            |                                                         |
| 21:45 UTC+3 | 21:45 UTC+3     | Cosmin Moți 51′ (str.) Virgil Misidjan 64′ | (0 – 0) Rapport |                | Sofia Publik: 11 812 Domare: Mark Clattenburg (England) | Sofia Publik: 11 812 Domare: Mark Clattenburg (England) |
| 21:45 UTC+3 | 21:45 UTC+3     |                                            |                 |                | Sofia Publik: 11 812 Domare: Mark Clattenburg (England) | Sofia Publik: 11 812 Domare: Mark Clattenburg (England) |
| 21:45 UTC+3 | 21:45 UTC+3     |                                            |                 |                | Sofia Publik: 11 812 Domare: Mark Clattenburg (England) | Sofia Publik: 11 812 Domare: Mark Clattenburg (England) |

|             | 23 augusti 2016 | Viktoria Plzeň                  | 2 – 2           | Ludogorets Razgrad                       | Doosan Arena                                                   |                                                                |
| 20:45 UTC+2 | 20:45 UTC+2     | Michal Ďuriš 7′ Aleš Matějů 64′ | (1 – 1) Rapport | 17′ Virgil Misidjan 90+5′ Claudiu Keșerü | Prag Publik: 10 312 Domare: Alberto Undiano Mallenco (Spanien) | Prag Publik: 10 312 Domare: Alberto Undiano Mallenco (Spanien) |
| 20:45 UTC+2 | 20:45 UTC+2     |                                 |                 |                                          | Prag Publik: 10 312 Domare: Alberto Undiano Mallenco (Spanien) | Prag Publik: 10 312 Domare: Alberto Undiano Mallenco (Spanien) |
| 20:45 UTC+2 | 20:45 UTC+2     |                                 |                 |                                          | Prag Publik: 10 312 Domare: Alberto Undiano Mallenco (Spanien) | Prag Publik: 10 312 Domare: Alberto Undiano Mallenco (Spanien) |

Ludogorets Razgrad avancerade till gruppspelet med det ackumulerade slutresultatet 4–2.

#### Celtic mot Hapoel Be'er Sheva
|             | 17 augusti 2016 | Celtic                                                                     | 5 – 2           | Hapoel Be'er Sheva                   | Celtic Park                                              |                                                          |
| 19:45 UTC+2 | 19:45 UTC+2     | Tom Rogic 9′ Leigh Griffiths 39′, 45+1′ Moussa Dembélé 73′ Scott Brown 85′ | (3 – 0) Rapport | 55′ Lúcio Maranhão 57′ Maor Melikson | Glasgow Publik: 52 659 Domare: Damir Skomina (Slovenien) | Glasgow Publik: 52 659 Domare: Damir Skomina (Slovenien) |
| 19:45 UTC+2 | 19:45 UTC+2     |                                                                            |                 |                                      | Glasgow Publik: 52 659 Domare: Damir Skomina (Slovenien) | Glasgow Publik: 52 659 Domare: Damir Skomina (Slovenien) |
| 19:45 UTC+2 | 19:45 UTC+2     |                                                                            |                 |                                      | Glasgow Publik: 52 659 Domare: Damir Skomina (Slovenien) | Glasgow Publik: 52 659 Domare: Damir Skomina (Slovenien) |

|             | 23 augusti 2016 | Hapoel Be'er Sheva             | 2 – 0           | Celtic | Turner Stadium                                                 |                                                                |
| 21:45 UTC+3 | 21:45 UTC+3     | Ben Sahar 21′ Ovidiu Hoban 48′ | (1 – 0) Rapport |        | Be'er Sheva Publik: 15 383 Domare: Bas Nijhuis (Nederländerna) | Be'er Sheva Publik: 15 383 Domare: Bas Nijhuis (Nederländerna) |
| 21:45 UTC+3 | 21:45 UTC+3     |                                |                 |        | Be'er Sheva Publik: 15 383 Domare: Bas Nijhuis (Nederländerna) | Be'er Sheva Publik: 15 383 Domare: Bas Nijhuis (Nederländerna) |
| 21:45 UTC+3 | 21:45 UTC+3     |                                |                 |        | Be'er Sheva Publik: 15 383 Domare: Bas Nijhuis (Nederländerna) | Be'er Sheva Publik: 15 383 Domare: Bas Nijhuis (Nederländerna) |

Celtic avancerade till gruppspelet med det ackumulerade slutresultatet 5–4.

#### FC Köpenhamn mot APOEL
|             | 16 augusti 2016 | FC Köpenhamn         | 1 – 0           | APOEL | Parken                                                     |                                                            |
| 20:45 UTC+2 | 20:45 UTC+2     | Andrija Pavlović 43′ | (1 – 0) Rapport |       | Köpenhamn Publik: 20 519 Domare: Pavel Královec (Tjeckien) | Köpenhamn Publik: 20 519 Domare: Pavel Královec (Tjeckien) |
| 20:45 UTC+2 | 20:45 UTC+2     |                      |                 |       | Köpenhamn Publik: 20 519 Domare: Pavel Královec (Tjeckien) | Köpenhamn Publik: 20 519 Domare: Pavel Královec (Tjeckien) |
| 20:45 UTC+2 | 20:45 UTC+2     |                      |                 |       | Köpenhamn Publik: 20 519 Domare: Pavel Královec (Tjeckien) | Köpenhamn Publik: 20 519 Domare: Pavel Královec (Tjeckien) |

|             | 24 augusti 2016 | APOEL               | 1 – 1           | FC Köpenhamn           | GSP Stadium                                              |                                                          |
| 21:45 UTC+3 | 21:45 UTC+3     | Pieros Sotiriou 69′ | (0 – 0) Rapport | 86′ Federico Santander | Nicosia Publik: 17 310 Domare: Gianluca Rocchi (Italien) | Nicosia Publik: 17 310 Domare: Gianluca Rocchi (Italien) |
| 21:45 UTC+3 | 21:45 UTC+3     |                     |                 |                        | Nicosia Publik: 17 310 Domare: Gianluca Rocchi (Italien) | Nicosia Publik: 17 310 Domare: Gianluca Rocchi (Italien) |
| 21:45 UTC+3 | 21:45 UTC+3     |                     |                 |                        | Nicosia Publik: 17 310 Domare: Gianluca Rocchi (Italien) | Nicosia Publik: 17 310 Domare: Gianluca Rocchi (Italien) |

FC Köpenhamn avancerade till gruppspelet med det ackumulerade slutresultatet 2–1.

#### Dundalk mot Legia Warszawa
|             | 17 augusti 2016 | Dundalk | 0 – 2           | Legia Warszawa                                       | Aviva Stadium                                          |                                                        |
| 19:45 UTC+1 | 19:45 UTC+1     |         | (0 – 0) Rapport | 56′ (str.) Nemanja Nikolić 90+4′ Aleksandar Prijović | Dublin Publik: 30 417 Domare: Deniz Aytekin (Tyskland) | Dublin Publik: 30 417 Domare: Deniz Aytekin (Tyskland) |
| 19:45 UTC+1 | 19:45 UTC+1     |         |                 |                                                      | Dublin Publik: 30 417 Domare: Deniz Aytekin (Tyskland) | Dublin Publik: 30 417 Domare: Deniz Aytekin (Tyskland) |
| 19:45 UTC+1 | 19:45 UTC+1     |         |                 |                                                      | Dublin Publik: 30 417 Domare: Deniz Aytekin (Tyskland) | Dublin Publik: 30 417 Domare: Deniz Aytekin (Tyskland) |

|             | 23 augusti 2016 | Legia Warszawa          | 1 – 1           | Dundalk           | Stadion Wojska Polskiego w Warszawie                      |                                                           |
| 20:45 UTC+2 | 20:45 UTC+2     | Michał Kucharczyk 90+2′ | (0 – 1) Rapport | 19′ Robbie Benson | Warszawa Publik: 29 066 Domare: Svein Oddvar Moen (Norge) | Warszawa Publik: 29 066 Domare: Svein Oddvar Moen (Norge) |
| 20:45 UTC+2 | 20:45 UTC+2     |                         |                 |                   | Warszawa Publik: 29 066 Domare: Svein Oddvar Moen (Norge) | Warszawa Publik: 29 066 Domare: Svein Oddvar Moen (Norge) |
| 20:45 UTC+2 | 20:45 UTC+2     |                         |                 |                   | Warszawa Publik: 29 066 Domare: Svein Oddvar Moen (Norge) | Warszawa Publik: 29 066 Domare: Svein Oddvar Moen (Norge) |

Legia Warszawa avancerade till gruppspelet med det ackumulerade slutresultatet 3–1.

#### Dinamo Zagreb mot Red Bull Salzburg
|             | 16 augusti 2016 | Dinamo Zagreb        | 1 – 1           | Red Bull Salzburg    | Maksimirstadion                                                  |                                                                  |
| 20:45 UTC+2 | 20:45 UTC+2     | Marko Rog 76′ (str.) | (0 – 0) Rapport | 59′ Valentino Lazaro | Zagreb Publik: 13 784 Domare: Anastasios Sidiropoulos (Grekland) | Zagreb Publik: 13 784 Domare: Anastasios Sidiropoulos (Grekland) |
| 20:45 UTC+2 | 20:45 UTC+2     |                      |                 |                      | Zagreb Publik: 13 784 Domare: Anastasios Sidiropoulos (Grekland) | Zagreb Publik: 13 784 Domare: Anastasios Sidiropoulos (Grekland) |
| 20:45 UTC+2 | 20:45 UTC+2     |                      |                 |                      | Zagreb Publik: 13 784 Domare: Anastasios Sidiropoulos (Grekland) | Zagreb Publik: 13 784 Domare: Anastasios Sidiropoulos (Grekland) |

|             | 24 augusti 2016 | Red Bull Salzburg    | 0000 1 – 2 (e.fl.) | Dinamo Zagreb                                    | Red Bull Arena                                            |                                                           |
| 20:45 UTC+2 | 20:45 UTC+2     | Valentino Lazaro 22′ | (1 – 0) Rapport    | 87′ Junior Fernandes 95′ El Arabi Hillel Soudani | Salzburg Publik: 23 451 Domare: Craig Thomson (Skottland) | Salzburg Publik: 23 451 Domare: Craig Thomson (Skottland) |
| 20:45 UTC+2 | 20:45 UTC+2     |                      |                    |                                                  | Salzburg Publik: 23 451 Domare: Craig Thomson (Skottland) | Salzburg Publik: 23 451 Domare: Craig Thomson (Skottland) |
| 20:45 UTC+2 | 20:45 UTC+2     |                      |                    |                                                  | Salzburg Publik: 23 451 Domare: Craig Thomson (Skottland) | Salzburg Publik: 23 451 Domare: Craig Thomson (Skottland) |

Legia Warszawa avancerade till gruppspelet med det ackumulerade slutresultatet 3–1.

### Bäst placerade

#### Steaua București mot Manchester City
|             | 16 augusti 2016 | Steaua București | 0 – 5           | Manchester City                                        | Arena Națională                                          |                                                          |
| 21:45 UTC+3 | 21:45 UTC+3     |                  | (0 – 2) Rapport | 13′ David Silva 41′, 78′, 89′ Sergio Agüero 49′ Nolito | Bukarest Publik: 45 327 Domare: Daniele Orsato (Italien) | Bukarest Publik: 45 327 Domare: Daniele Orsato (Italien) |
| 21:45 UTC+3 | 21:45 UTC+3     |                  |                 |                                                        | Bukarest Publik: 45 327 Domare: Daniele Orsato (Italien) | Bukarest Publik: 45 327 Domare: Daniele Orsato (Italien) |
| 21:45 UTC+3 | 21:45 UTC+3     |                  |                 |                                                        | Bukarest Publik: 45 327 Domare: Daniele Orsato (Italien) | Bukarest Publik: 45 327 Domare: Daniele Orsato (Italien) |

|             | 24 augusti 2016 | Manchester City  | 1 – 0           | Steaua București | Etihad Stadium                                      |                                                     |
| 19:45 UTC+1 | 19:45 UTC+1     | Fabian Delph 56′ | (0 – 0) Rapport |                  | Manchester Publik: 40 064 Domare: Paweł Gil (Polen) | Manchester Publik: 40 064 Domare: Paweł Gil (Polen) |
| 19:45 UTC+1 | 19:45 UTC+1     |                  |                 |                  | Manchester Publik: 40 064 Domare: Paweł Gil (Polen) | Manchester Publik: 40 064 Domare: Paweł Gil (Polen) |
| 19:45 UTC+1 | 19:45 UTC+1     |                  |                 |                  | Manchester Publik: 40 064 Domare: Paweł Gil (Polen) | Manchester Publik: 40 064 Domare: Paweł Gil (Polen) |

Manchester City avancerade till gruppspelet med det ackumulerade slutresultatet 6–0.

#### Porto mot Roma
|             | 17 augusti 2016 | Porto                             | 1 – 1           | Roma                                          | Estádio do Dragão                                          |                                                            |
| 19:45 UTC+1 | 19:45 UTC+1     | André Valente da Silva 61′ (str.) | (0 – 1) Rapport | 21′ (sjm.) Felipe Augusto de Almeida Monteiro | Porto Publik: 46 310 Domare: Björn Kuipers (Nederländerna) | Porto Publik: 46 310 Domare: Björn Kuipers (Nederländerna) |
| 19:45 UTC+1 | 19:45 UTC+1     |                                   |                 |                                               | Porto Publik: 46 310 Domare: Björn Kuipers (Nederländerna) | Porto Publik: 46 310 Domare: Björn Kuipers (Nederländerna) |
| 19:45 UTC+1 | 19:45 UTC+1     |                                   |                 |                                               | Porto Publik: 46 310 Domare: Björn Kuipers (Nederländerna) | Porto Publik: 46 310 Domare: Björn Kuipers (Nederländerna) |

|             | 23 augusti 2016 | Roma | 0 – 3           | Porto                                                                   | Olympiastadion                                      |                                                     |
| 20:45 UTC+2 | 20:45 UTC+2     |      | (0 – 1) Rapport | 8′ Felipe Augusto de Almeida Monteiro 73′ Miguel Layún 75′ Jesús Corona | Rom Publik: 39 866 Domare: Szymon Marciniak (Polen) | Rom Publik: 39 866 Domare: Szymon Marciniak (Polen) |
| 20:45 UTC+2 | 20:45 UTC+2     |      |                 |                                                                         | Rom Publik: 39 866 Domare: Szymon Marciniak (Polen) | Rom Publik: 39 866 Domare: Szymon Marciniak (Polen) |
| 20:45 UTC+2 | 20:45 UTC+2     |      |                 |                                                                         | Rom Publik: 39 866 Domare: Szymon Marciniak (Polen) | Rom Publik: 39 866 Domare: Szymon Marciniak (Polen) |

Porto avancerade till gruppspelet med det ackumulerade slutresultatet 4–1.

#### Ajax mot Rostov
|             | 16 augusti 2016 | Ajax                     | 1 – 1           | Rostov              | Amsterdam Arena                                            |                                                            |
| 20:45 UTC+2 | 20:45 UTC+2     | Davy Klaassen 38′ (str.) | (1 – 1) Rapport | 13′ Christian Noboa | Amsterdam Publik: 51 463 Domare: Willie Collum (Skottland) | Amsterdam Publik: 51 463 Domare: Willie Collum (Skottland) |
| 20:45 UTC+2 | 20:45 UTC+2     |                          |                 |                     | Amsterdam Publik: 51 463 Domare: Willie Collum (Skottland) | Amsterdam Publik: 51 463 Domare: Willie Collum (Skottland) |
| 20:45 UTC+2 | 20:45 UTC+2     |                          |                 |                     | Amsterdam Publik: 51 463 Domare: Willie Collum (Skottland) | Amsterdam Publik: 51 463 Domare: Willie Collum (Skottland) |

|             | 24 augusti 2016 | Rostov                                                                        | 4 – 1           | Ajax                     | Olimp-2                                                      |                                                              |
| 21:45 UTC+3 | 21:45 UTC+3     | Sardar Azmoun 34′ Aleksandr Yerokhin 52′ Christian Noboa 60′ Dmitry Poloz 66′ | (1 – 0) Rapport | 84′ (str.) Davy Klaassen | Rostov-on-Don Publik: 15 320 Domare: Milorad Mažić (Serbien) | Rostov-on-Don Publik: 15 320 Domare: Milorad Mažić (Serbien) |
| 21:45 UTC+3 | 21:45 UTC+3     |                                                                               |                 |                          | Rostov-on-Don Publik: 15 320 Domare: Milorad Mažić (Serbien) | Rostov-on-Don Publik: 15 320 Domare: Milorad Mažić (Serbien) |
| 21:45 UTC+3 | 21:45 UTC+3     |                                                                               |                 |                          | Rostov-on-Don Publik: 15 320 Domare: Milorad Mažić (Serbien) | Rostov-on-Don Publik: 15 320 Domare: Milorad Mažić (Serbien) |

Rostov avancerade till gruppspelet med det ackumulerade slutresultatet 5–2.

#### Young Boys mot Borussia Mönchengladbach
|             | 17 augusti 2016 | Young Boys            | 1 – 3           | Borussia Mönchengladbach                                             | Stade de Suisse                                      |                                                      |
| 20:45 UTC+2 | 20:45 UTC+2     | Miralem Sulejmani 56′ | (0 – 1) Rapport | 11′ Raffael Caetano de Araújo 67′ André Hahn 69′ (sjm.) Alain Rochat | Bern Publik: 30 224 Domare: Nicola Rizzoli (Italien) | Bern Publik: 30 224 Domare: Nicola Rizzoli (Italien) |
| 20:45 UTC+2 | 20:45 UTC+2     |                       |                 |                                                                      | Bern Publik: 30 224 Domare: Nicola Rizzoli (Italien) | Bern Publik: 30 224 Domare: Nicola Rizzoli (Italien) |
| 20:45 UTC+2 | 20:45 UTC+2     |                       |                 |                                                                      | Bern Publik: 30 224 Domare: Nicola Rizzoli (Italien) | Bern Publik: 30 224 Domare: Nicola Rizzoli (Italien) |

|             | 24 augusti 2016 | Borussia Mönchengladbach                                            | 6 – 1           | Young Boys      | Borussia-Park                                                   |                                                                 |
| 20:45 UTC+2 | 20:45 UTC+2     | Thorgan Hazard 9′, 64′, 84′ Raffael Caetano de Araújo 33′, 40′, 77′ | (3 – 0) Rapport | 79′ Yoric Ravet | Mönchengladbach Publik: 43 302 Domare: Andre Marriner (England) | Mönchengladbach Publik: 43 302 Domare: Andre Marriner (England) |
| 20:45 UTC+2 | 20:45 UTC+2     |                                                                     |                 |                 | Mönchengladbach Publik: 43 302 Domare: Andre Marriner (England) | Mönchengladbach Publik: 43 302 Domare: Andre Marriner (England) |
| 20:45 UTC+2 | 20:45 UTC+2     |                                                                     |                 |                 | Mönchengladbach Publik: 43 302 Domare: Andre Marriner (England) | Mönchengladbach Publik: 43 302 Domare: Andre Marriner (England) |

Borussia Mönchengladbach avancerade till gruppspelet med det ackumulerade slutresultatet 9–2.

#### Villarreal mot AS Monaco
|             | 17 augusti 2016 | Villarreal         | 1 – 2           | AS Monaco                            | El Madrigal                                              |                                                          |
| 19:00 UTC+2 | 19:00 UTC+2     | Alexandre Pato 36′ | (1 – 1) Rapport | 3′ (str.) Fabinho 72′ Bernardo Silva | Villarreal Publik: 19 516 Domare: Felix Brych (Tyskland) | Villarreal Publik: 19 516 Domare: Felix Brych (Tyskland) |
| 19:00 UTC+2 | 19:00 UTC+2     |                    |                 |                                      | Villarreal Publik: 19 516 Domare: Felix Brych (Tyskland) | Villarreal Publik: 19 516 Domare: Felix Brych (Tyskland) |
| 19:00 UTC+2 | 19:00 UTC+2     |                    |                 |                                      | Villarreal Publik: 19 516 Domare: Felix Brych (Tyskland) | Villarreal Publik: 19 516 Domare: Felix Brych (Tyskland) |

|             | 23 augusti 2016 | AS Monaco            | 1 – 0           | Villarreal | Stade Louis II                                             |                                                            |
| 20:45 UTC+2 | 20:45 UTC+2     | Fabinho 90+2′ (str.) | (0 – 0) Rapport |            | Fontvieille Publik: 8 750 Domare: Jonas Eriksson (Sverige) | Fontvieille Publik: 8 750 Domare: Jonas Eriksson (Sverige) |
| 20:45 UTC+2 | 20:45 UTC+2     |                      |                 |            | Fontvieille Publik: 8 750 Domare: Jonas Eriksson (Sverige) | Fontvieille Publik: 8 750 Domare: Jonas Eriksson (Sverige) |
| 20:45 UTC+2 | 20:45 UTC+2     |                      |                 |            | Fontvieille Publik: 8 750 Domare: Jonas Eriksson (Sverige) | Fontvieille Publik: 8 750 Domare: Jonas Eriksson (Sverige) |

AS Monaco avancerade till gruppspelet med det ackumulerade slutresultatet 3–1.

## Anmärkningslista
1. 1 2  Valletta spelade sina hemmamatcher på Hibernians Stadium, Paola istället för på sin ordinarie hemmaarena, National Stadium, Ta' Qali.[5]
2. 1 2  Alashkert spelade sina hemmamatcher på Vazgen Sargsian Republikanstadion, Jerevan istället för på sin ordinarie hemmaarena, Alashkert Stadium
3. 1 2  Qarabağ spelade sina hemmamatcher på Tofiq Bahramov-stadion, Baku istället för på sin ordinarie hemmaarena, Azersun Arena.[10]
4. 1 2  Trenčín spelade sina hemmamatcher på Štadión pod Dubňom, Žilina istället för på sin ordinarie hemmaarena, Štadión na Sihoti.
5. ↑  Mladost Podgorica spelade sin hemmamatch på Stadion Pod Goricom, Podgorica istället för på sin ordinarie hemmaarena, Stadion FK Mladost.
6. 1 2  Partizani Tirana spelade sina hemmamatcher på Elbasan Arena, Elbasan istället för på sin ordinarie hemmaarena, Selman Stërmasi Stadium, Tirana.
7. 1 2  Dundalk spelade sin hemmamatch i tredje kvalomgången på Tallaght Stadium, Dublin och sin hemmamatch i playoff-omgången på Aviva Stadium, Dublin istället för sin ordiniare hemmaarena, Oriel Park, Dundalk.[60][61]
8. ↑  Sjachtar Donetsk spelade sin hemmamatch på Arena Lviv, Lviv istället för på sin ordinarie hemmaarena, Donbass Arena, Donetsk på grund av Konflikten i Ukraina.
9. ↑  Ludogorets Razgrad spelade sin hemmamatch i playoff-omgången på Nationalstadion Vasil Levski, Sofia istället för på sin ordinarie hemmaarena, Ludogorets Arena, Razgrad.